# Armentières
Pour les articles homonymes, voir Armentières (homonymie).
Cet article possède un paronyme, voir Argentières.
Armentières est une commune française de plus de 20 000 habitants, située dans le département du Nord en région Hauts-de-France. Elle fait partie de la Métropole européenne de Lille.
Ancien fleuron de l'industrie textile, la ville est parfois encore appelée la Cité de la Toile, un surnom hérité du XIe siècle.

## Géographie

### Localisation
Armentières se situe en bordure des weppes, en Flandre romane, au nord-ouest de la Métropole européenne de Lille, à une quinzaine de kilomètres de la capitale des Flandres. Son quartier septentrional du Bizet est limitrophe de la Belgique.

### Communes limitrophes
Les communes limitrophes sont Comines-Warneton, La Chapelle-d'Armentières, Erquinghem-Lys, Houplines et Nieppe.
| Nieppe         | Le Bizet (be)             | Ploegsteert (be)          |
| Nieppe         | Armentières               | Houplines                 |
| Erquinghem-Lys | La Chapelle-d'Armentières | La Chapelle-d'Armentières |

Représentations cartographiques de la commune
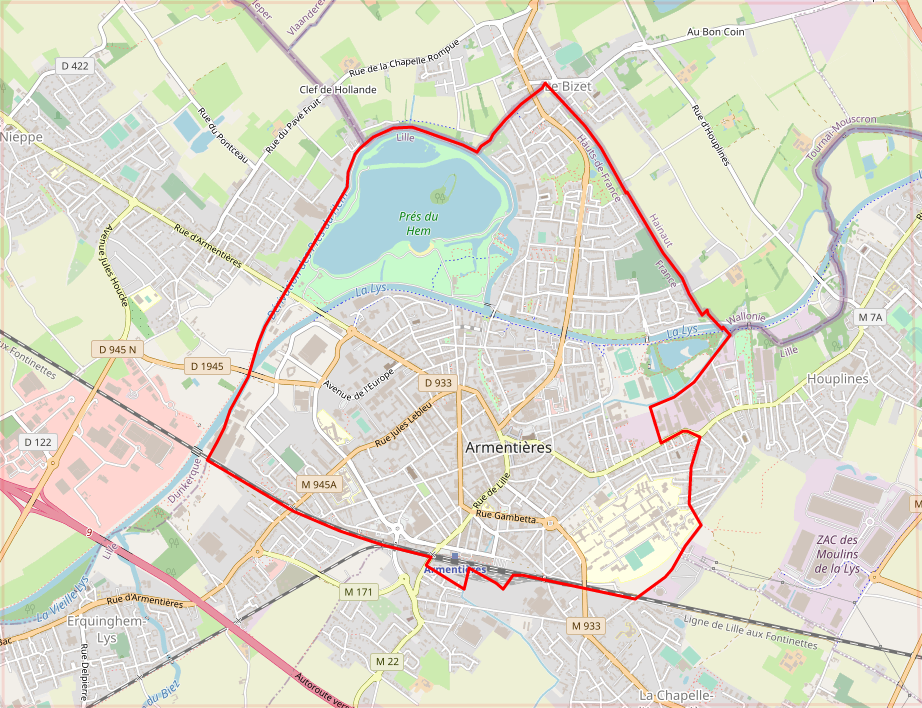
Carte OpenStreetMap
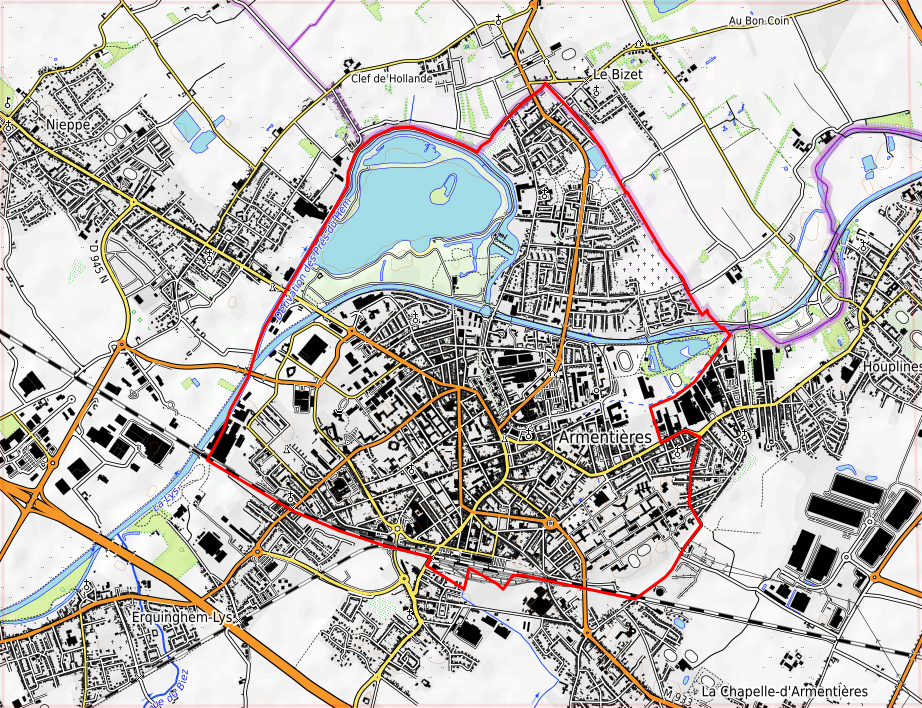
Carte openStreetMap

### Géologie et relief
La ville était originellement construite au milieu d'un vaste marais inondé par la Lys, dont quelques zones humides subsistent aujourd'hui, notamment les Prés du Hem. La Vallée de la Lys constitue un important corridor biologique, soutenu par la communauté urbaine de Lille et le conseil régional du Nord-Pas-de-Calais au titre de la trame verte. L'un des bras de la rivière, qui traversait le centre-ville d'Armentières, a été détourné au milieu du XXe siècle.

### Hydrographie

#### Réseau hydrographique
La commune est située dans le bassin Artois-Picardie. Elle est drainée par la Lys, la rivière Des Layes, la dérivation des prés duhem, la Vieille Lys d'Armentières, la rabèque et un autre petit cours d'eau,.
La Lys, d'une longueur de 134 km en France, prend sa source dans la commune de Lisbourg, à l'altitude de 114,7 mètres, et se jette dans l'Escaut à Gand à 4,45 mètres d'altitude. Les caractéristiques hydrologiques de la Lys sont données par la station hydrologique située sur la commune. Le débit moyen mensuel est de 11,1 m3/s. Le débit moyen journalier maximum est de 9 526 décembre 199 394,6 m3/s, atteint le 28 décembre 2012.
La Rivière des Layes, d'une longueur de 26 km, prend sa source dans la commune de Herlies et se jette  dans la Vieille lys d'armentières sur la commune, après avoir traversé onze communes.

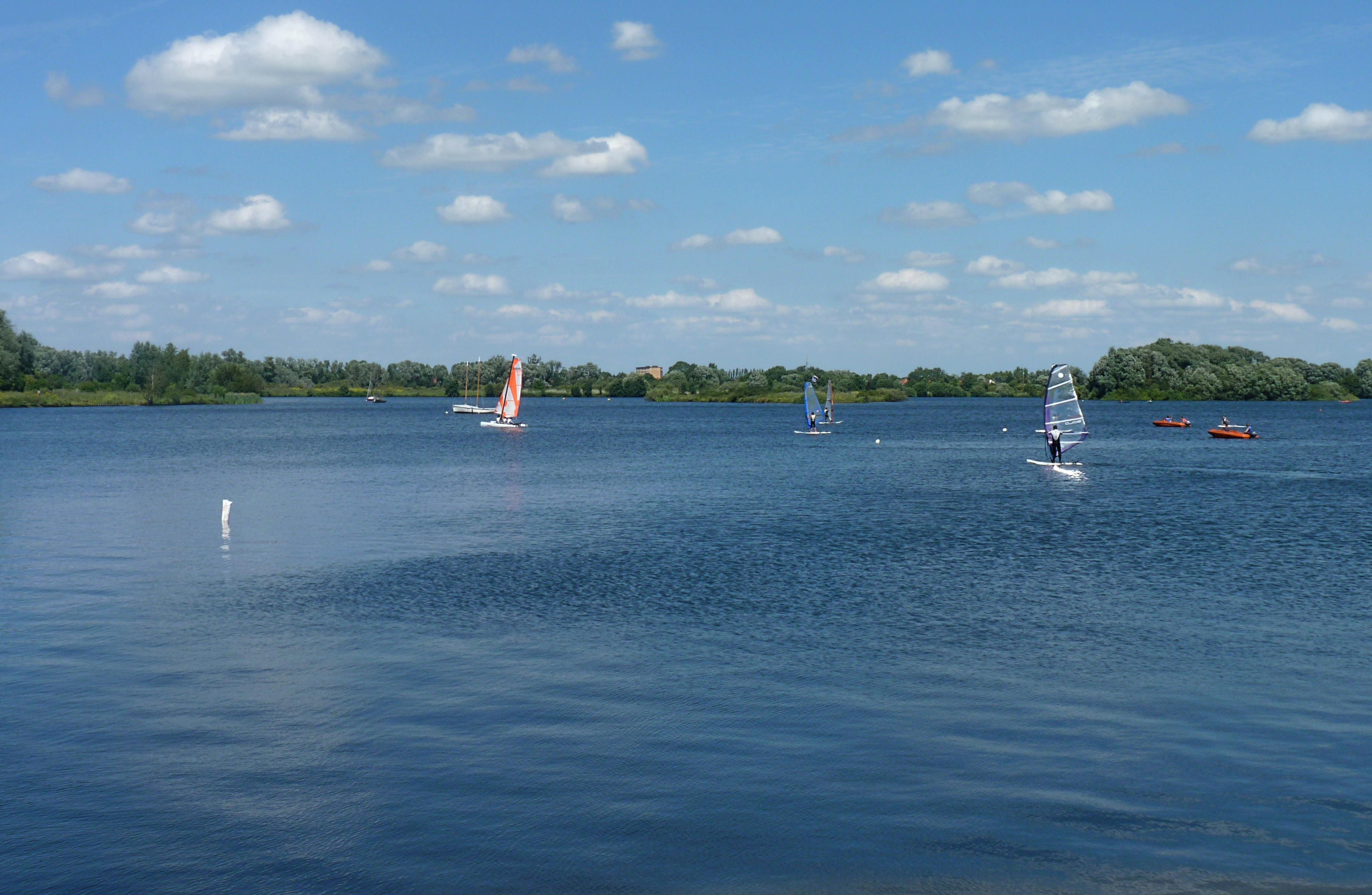
Un des plans d'eau des Prés du Hem.
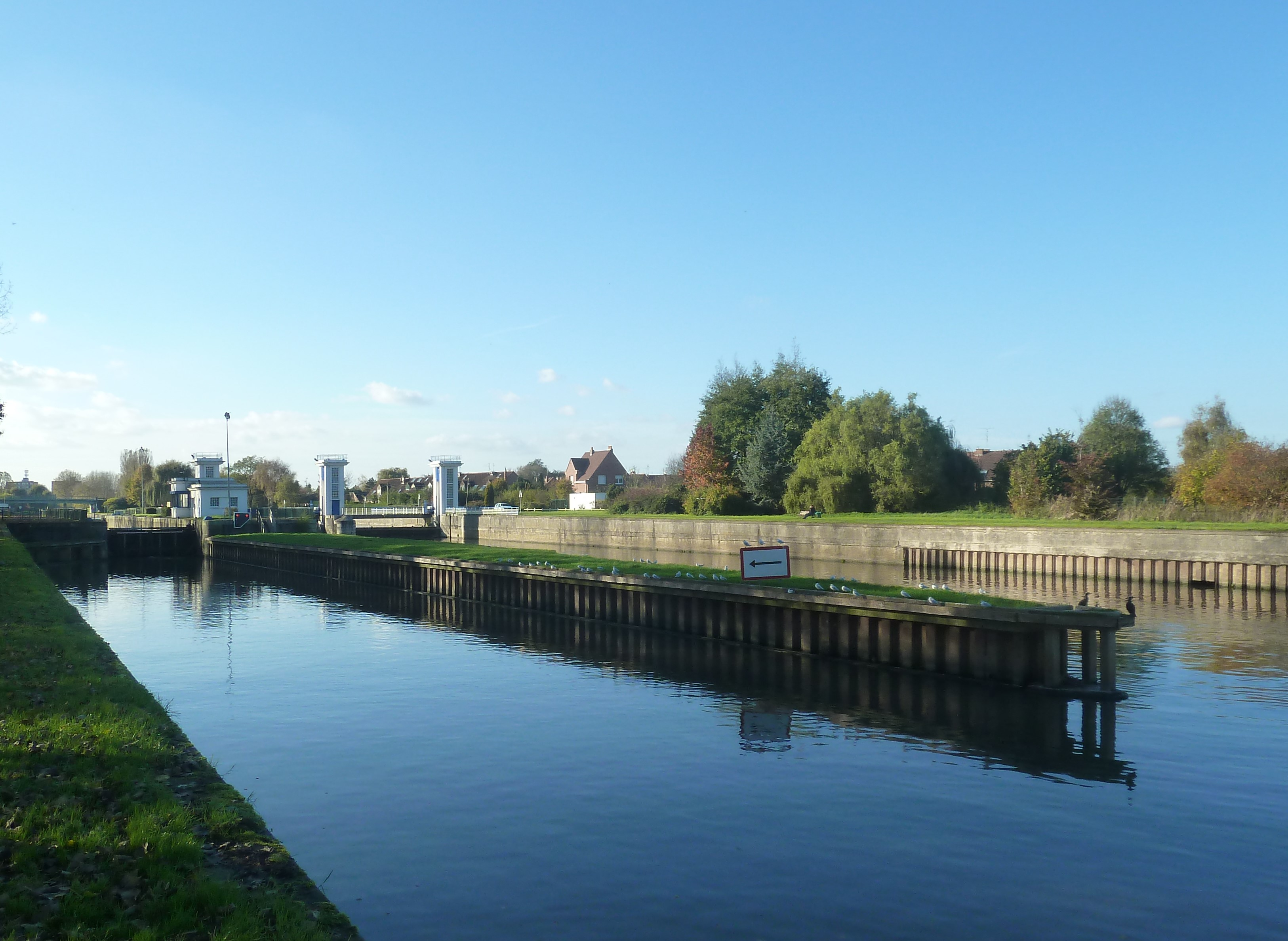
Écluse.
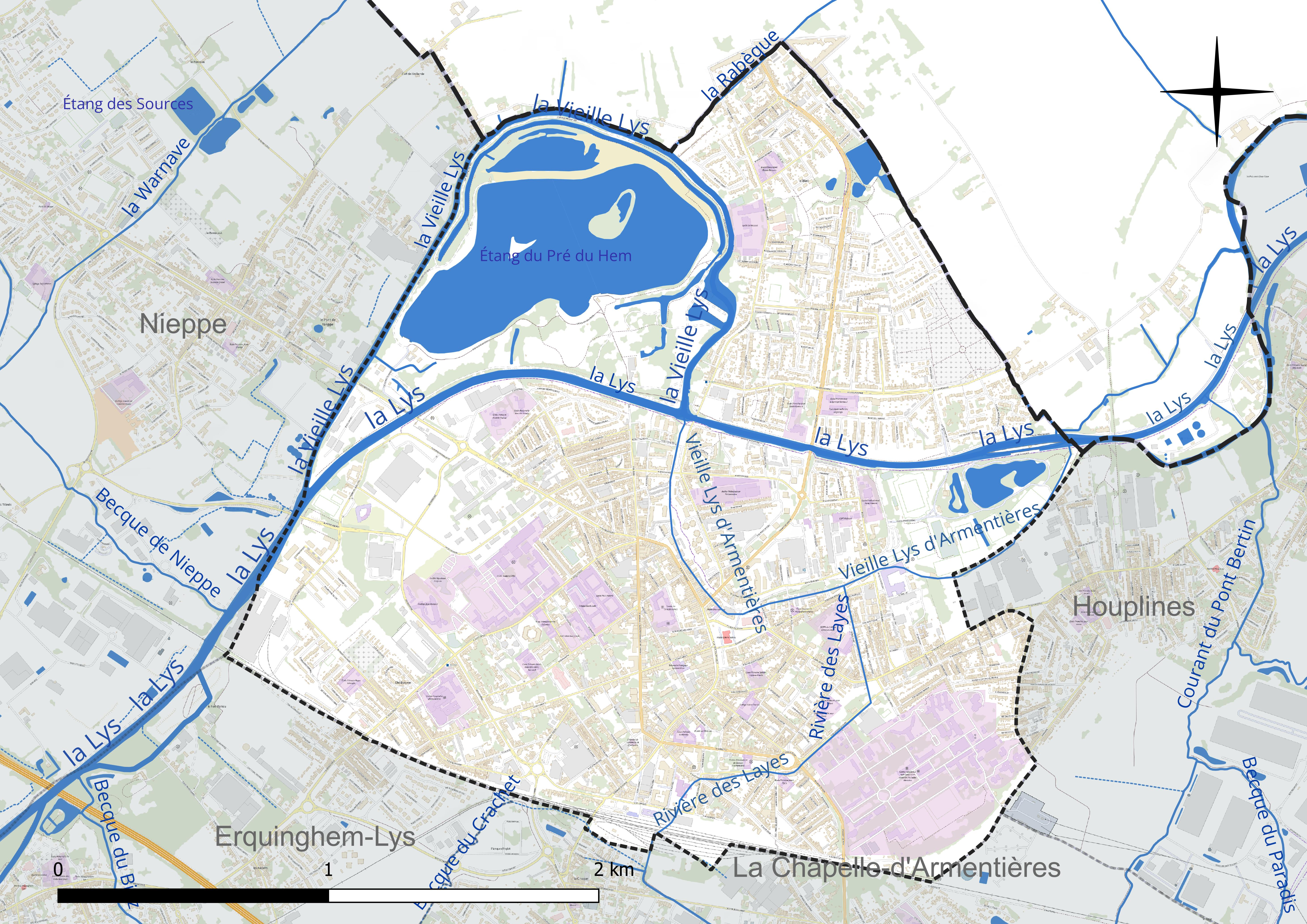
Réseau hydrographique d'Armentières.

Un plan d'eau complète le réseau hydrographique : l'étang du Pré du Hem (43 ha),.

#### Gestion et qualité des eaux
Le territoire communal est couvert par le schéma d'aménagement et de gestion des eaux (SAGE) « Lys ». Ce document de planification concerne un territoire de 1 835 km2 de superficie, délimité par le bassin versant de la Lys. Le périmètre a été arrêté le 29 mai 1995 et le SAGE proprement dit a été approuvé le 6 août 2010, puis révisé le 20 septembre 2019. La structure porteuse de l'élaboration et de la mise en œuvre est le syndicat mixte pour l'élaboration du SAGE de la Lys (SYMSAGEL).
La qualité des cours d'eau peut être consultée sur un site dédié géré par les agences de l'eau et l'Agence française pour la biodiversité.

### Climat
Pour des articles plus généraux, voir Climat des Hauts-de-France et Climat du Nord.
En 2010, le climat de la commune est de type climat océanique dégradé des plaines du Centre et du Nord, selon une étude du CNRS s'appuyant sur une série de données couvrant la période 1971-2000. En 2020, Météo-France publie une typologie des climats de la France métropolitaine dans laquelle la commune est exposée à un climat océanique et est dans une zone de transition entre les régions climatiques « Nord-est du bassin Parisien » et « Côtes de la Manche orientale ».
Pour la période 1971-2000, la température annuelle moyenne est de 10,6 °C, avec une amplitude thermique annuelle de 14 °C. Le cumul annuel moyen de précipitations est de 698 mm, avec 11,5 jours de précipitations en janvier et 8,5 jours en juillet. Pour la période 1991-2020, la température moyenne annuelle observée sur la station météorologique la plus proche, située sur la commune de Lesquin à 20 km à vol d'oiseau, est de 11,3 °C et le cumul annuel moyen de précipitations est de 740,0 mm,. Pour l'avenir, les paramètres climatiques de la commune estimés pour 2050 selon différents scénarios d'émission de gaz à effet de serre sont consultables sur un site dédié publié par Météo-France en novembre 2022.

## Urbanisme

### Typologie
Au 1er janvier 2024, Armentières est catégorisée centre urbain intermédiaire, selon la nouvelle grille communale de densité à sept niveaux définie par l'Insee en 2022.
Elle appartient à l'unité urbaine d'Armentières (partie française), une agglomération internationale regroupant dix  communes, dont elle est ville-centre,,. Par ailleurs la commune fait partie de l'aire d'attraction de Lille (partie française), dont elle est une commune de la couronne,. Cette aire, qui regroupe 201 communes, est catégorisée dans les aires de 700 000 habitants ou plus (hors Paris),.

### Occupation des sols

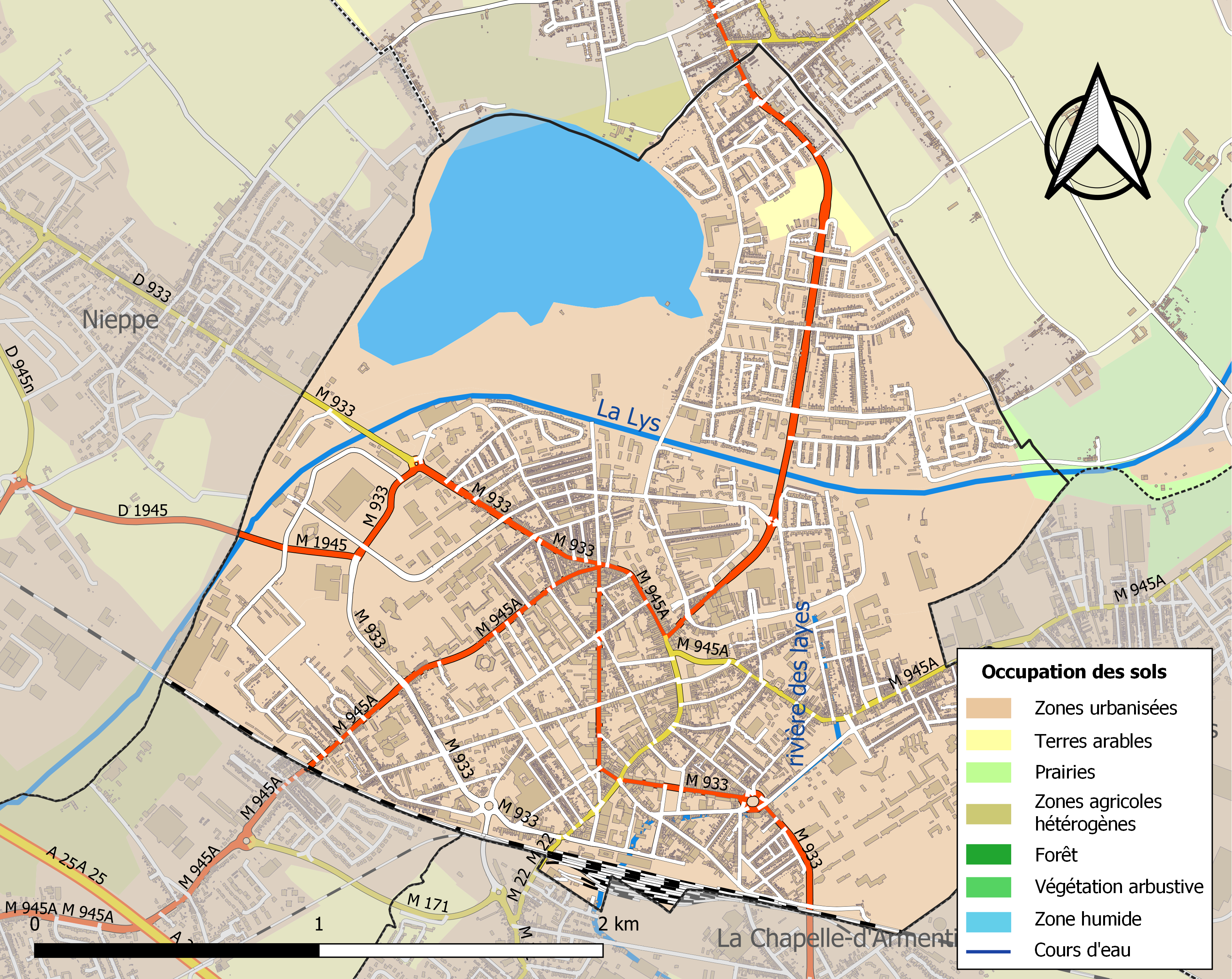
Carte des infrastructures et de l'occupation des sols de la commune en 2018 (CLC).

L'occupation des sols de la commune, telle qu'elle ressort de la base de données européenne d'occupation biophysique des sols Corine Land Cover (CLC), est marquée par l'importance des territoires artificialisés (88,3 % en 2018), en augmentation par rapport à 1990 (83,8 %). La répartition détaillée en 2018 est la suivante : 
zones urbanisées (59,4 %), zones industrielles ou commerciales et réseaux de communication (19,2 %), eaux continentales (9,9 %), espaces verts artificialisés, non agricoles (9,6 %), terres arables (1,4 %), prairies (0,3 %). L'évolution de l'occupation des sols de la commune et de ses infrastructures peut être observée sur les différentes représentations cartographiques du territoire : la carte de Cassini (XVIIIe siècle), la carte d'état-major (1820-1866) et les cartes ou photos aériennes de l'IGN pour la période actuelle (1950 à aujourd'hui).

### Grands projets
Ancienne cité industrielle, Armentières est aujourd'hui une ville en pleine restructuration. Pour accompagner ces mutations, l'action municipale s'articule autour de quelques grands projets liés aux transports et au logement, visant à renforcer à la fois l'attractivité et l'accessibilité de la commune. Parmi les réalisations les plus marquantes de ces dernières années, on peut citer la réhabilitation du quartier de la gare, avec l'inauguration d'une nouvelle médiathèque et la création d'une gare routière, l'ouverture du passage inférieur, ou encore la construction de nombreux logements neufs. Le quartier Route d'Houplines-Octroi bénéficie du programme national de revitalisation des quartiers anciens dégradés (PNRQAD).

### Cadre de vie
La qualité de vie figure également au cœur de la politique urbaine de la ville, comme en témoigne par exemple l'aménagement des places du centre ville, achevé en 2010. En outre, Armentières a été récompensée d'une fleur au concours des villes et villages fleuris en 2006, avant d'en obtenir une deuxième l'année suivante.

### Voies de communication et transports

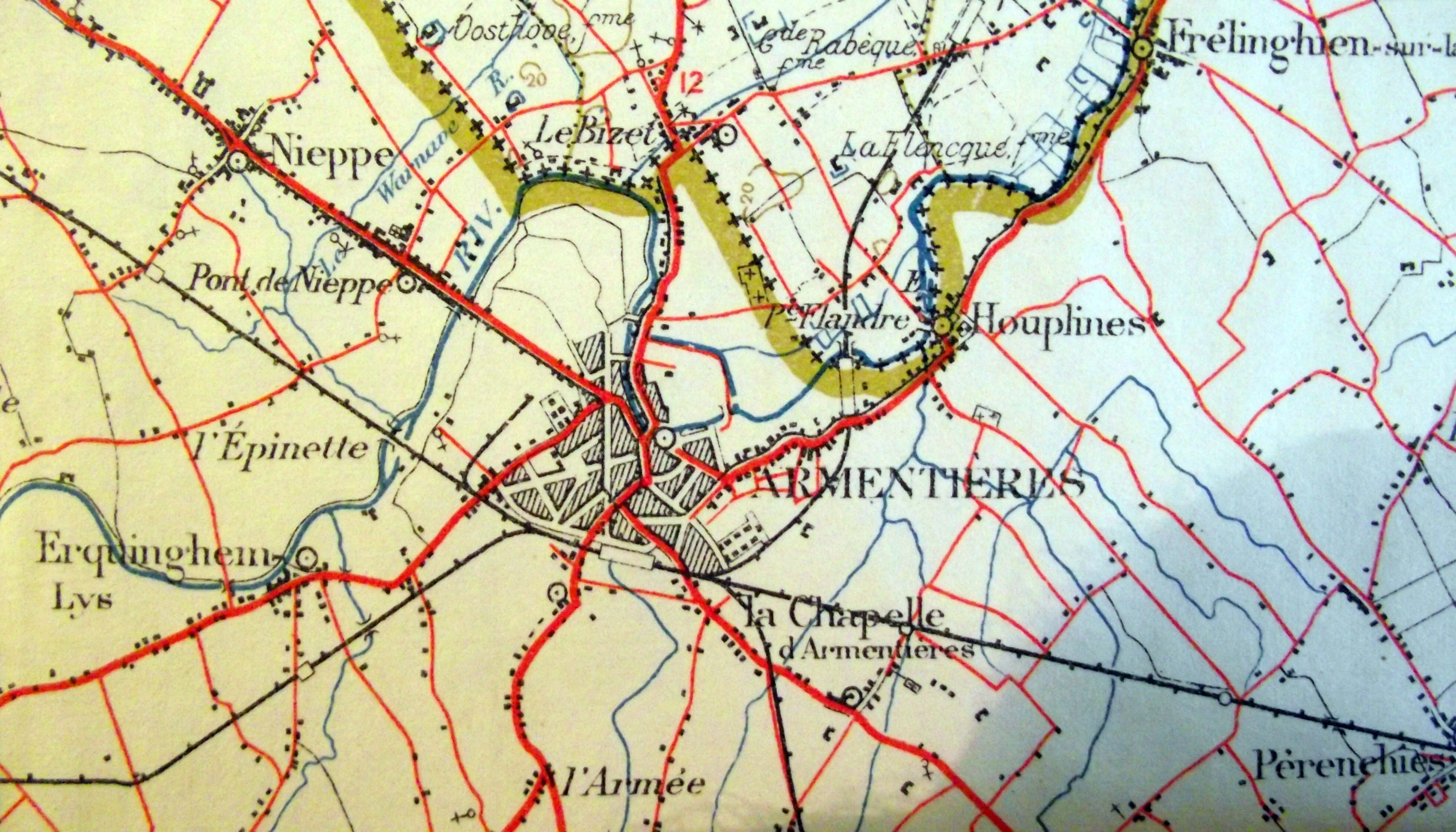
Carte militaire de 1922 indiquant les voies de tramway et de chemin de fer.

#### Réseau routier
Armentières est traversée du sud au nord par la route départementale 22, puis la route départementale 22a, et en diagonale par les routes route départementale 933 et la route départementale 945a. La ville est aussi desservie par les sorties 08 et 09 de l'autoroute A25 (route européenne 42), respectivement via La Chapelle-d'Armentières et Nieppe. Par ailleurs, pour désenclaver la commune et favoriser son développement économique, un projet d'échangeur autoroutier supplémentaire est actuellement à l'étude, afin de relier directement Armentières à l'autoroute A25 en passant par les nouveaux boulevards urbains.

#### Voie fluviale
Armentières est traversée par la Lys canalisée à grand gabarit. Son écluse a la particularité d'être équipée de portes-secteur, inventées au XVIIe siècle par Artus Gouffier[réf. souhaitée].

#### Transport ferroviaire
Armentières dispose d'une gare ferroviaire située sur la ligne Lille - Calais, ouverte le 1er septembre 1848. Elle est aujourd'hui desservie par des trains TER Hauts-de-France reliant Lille-Flandres à Dunkerque, Calais et Hazebrouck. Jusqu'en 1988, une ligne internationale, aujourd'hui supprimée, desservait la ville belge de Courtrai via Houplines. Enfin, deux lignes secondaires, sans service voyageur, assurent le transport de fret vers les gares de Don - Sainghin et de Berguette.
Armentières est la deuxième gare TER au sein de la métropole lilloise en nombre de voyageurs après celle de Lille Flandres.

#### Transports en commun
Armentières est desservie par sept lignes d'autobus du réseau Ilévia, dont trois mènent au terminus Saint-Philibert de la ligne 2 du métro lillois. En outre, de 1896 à 1930, la société des chemins de fer économiques du Nord exploitait une ligne de tramway à vapeur reliant la ville à Halluin.
Deux lignes de la compagnie des tramways d'Armentières ont également desservi la ville de 1901 à 1914 :
- de la gare d'Armentières au Bizet ;
- du passage à niveau de la Chapelle d'Armentières à Nieppe.

## Toponymie
La ville antique d'Armentières était probablement dédiée au dieu Mars Armogius.
Le quartier d'Attargette peut être traduit par le chemin du gué.
Attestée sous la forme latine Armentarias en 869.
n. f. 1206. Bas latin armentum = gros bétail, et suffixe à valeur collective aria : lieu où s'élève le gros bétail. Armentaria [terra] = [terre] convenant au gros bétail.
Armentières : « lieux où on élève du gros bétail ».
Armens, bas latin Ermingus, nom de personne d'origine germanique, et suffixe de possession ière, reste possible.
Armentières se nomme Ermentiers en flamand, Armentieren/Armentiers en néerlandais et Armintîre en picard.

## Seigneuries
Seigneuries, : au Moyen Âge, Armentières est d'abord détenue par une famille seigneuriale de ce nom ; Léon d'Armentières, fils de Jean d'Armentières et grand-maître de Flandre, a pour fille héritière Clémence, qui épouse Hellin Ier de Mortagne, fl. 1226, frère cadet du châtelain de Tournai Évrard IV Radoul (deux fils de Baudouin de Tournai). Leur fils Hellin II, fl. 1262/1263, épouse Béatrix, d'où Hellin III, fl. 1289/1294, † 1302, mari de Sara, fille de Régnier le Borgne avoué de Tournai.
Sans doute par achat, la seigneurie Armentières passe ensuite directement au comte de Flandre Guy de Dampierre († 1305) et à son fils puîné Guy de Namur et Zélande, puis à Guy de Richebourg (1300-1345), dernier fils de Guillaume de Termonde et neveu de Guy de Namur. La fille de Guy de Richebourg, Alix, transmet Armentières et Richebourg aux Luxemourg-St-Pol-Ligny, ayant épousé en 1330 Jean Ier de Luxembourg, châtelain de Lille, et étant la mère en 1340 de Guy de Luxembourg. Armentières reste ensuite dans la descendance de Guy de Luxembourg : son fils aîné Waléran, père de Jeanne et grand-père du duc de Brabant Philippe († 1430) ; puis Pierre Ier de Luxembourg († 1433), neveu de Waléran, et la branche de Luxembourg-Fiennes issue de son fils Thibault, avec passage aux d'Egmont (Lamoral, 1522-1568 ; voir l'article Thibaud pour la filiation) et aux Pignatelli-Bisaccia d'Egmont (l'héritière Marie-Claire-Angélique d'Egmont ayant épousé en 1695 Nicolas Pignatelli, duc de Bisaccia), jusqu'à Casimir Pignatelli, aussi comte de Braine (1727-1801).

## Histoire

### Préhistoire
Une tombe à char datant de la préhistoire a été trouvée sur le territoire de la commune.

### Moyen-Âge
La première église d'Armentières, dédiée à saint Vaast, est bâtie au IXe siècle. À cette occasion apparaît pour la première fois le nom de la ville dans un document en 866. Jusqu'au traité d'Aix-la-Chapelle en 1668, Armentières fait partie des Pays-Bas méridionaux, sous domination de la monarchie espagnole.
Dès le Moyen Âge, Armentières est connue pour son industrie textile — ce qui lui vaut le surnom de « Cité de la Toile ». En effet, la Lys était réputée pour la qualité de son eau, qui permettait de donner la couleur "feu" au fil. De nombreuses industries textiles, ainsi que des blanchisseries et des teintureries s'y installèrent.
Sise dans la plaine de la Lys, couloir qui connut nombre d'invasions et de batailles, la ville fait partie du comté de Flandre. En 1339, alors que débute la Guerre de Cent Ans, Armentières est la cible de pillages et de destructions par les armées anglaise et flamande. Elle souffre également d'incendies et de sièges en 1420, 1471, 1499, 1518 et 1589.
En 1550, la ville compte environ 10 000 habitants. Le 10 août 1566 y a lieu une émeute iconoclaste : « Né de l'opposition sociale, politique et religieuse à l'autorité de Philippe II dans les Flandres et les Pays-Bas du XVIe siècle, le mouvement des gueux exprime à la fois le mécontentement populaire, responsable de la flambée d'iconoclasme, et les revendications des nobles et des notables calvinistes ». Elle est précédée quelques jours plus tôt par l'attaque de la prison de la ville, afin de libérer quelques prisonniers : de 1 500 à 6 000 personnes selon les sources, entrent dans la ville avec des armes, marchent vers la prison dont ils forcent les portes, et libèrent les calvinistes qu'ils étaient venus chercher. Puis le 10 août, nouvelle émeute, qui s'attaque à l'église paroissiale, à un couvent, à un hôpital et où sont commises de graves déprédations. Cette émeute essaime dans les villages environnants.
En 1579, Philippe d'Egmont, prince de Gavre et seigneur d'Armentières, autorise la ville à lever des fonds, notamment à travers les impôts, afin de fortifier la ville, considérant que la ville, « voisine au pays de Flandres, non fortifiée, était en grand péril d'être surprise par d'aucuns ennemis, [ce] qui serait entièrement sa ruine ». Ces fortifications seront démantelées au XVIIe siècle.
À la même époque, Armentières est également le siège de seigneuries secondaires, comme celle de La Grange. Celle-ci passe en 1562 dans les mains de Michel du Retz, fils de Jean et et de Jeanne Bacler (ou Anne Le Clercq). Né à Armentières, ce Michel du Retz se fixe à Lille, devient bourgeois de Lille le 4 avril 1543, passe huissier extraordinaire pour le recouvrement des aides (impôts de l'Ancien Régime) à Lille, Douai, Orchies (Flandre wallonne). Il épouse par contrat passé le 19 mai 1544 Catherine Willemin, fille d'Étienne et de Jeanne Le Merchier.

### Annexion à la France et Ancien Régime (1645-1735)

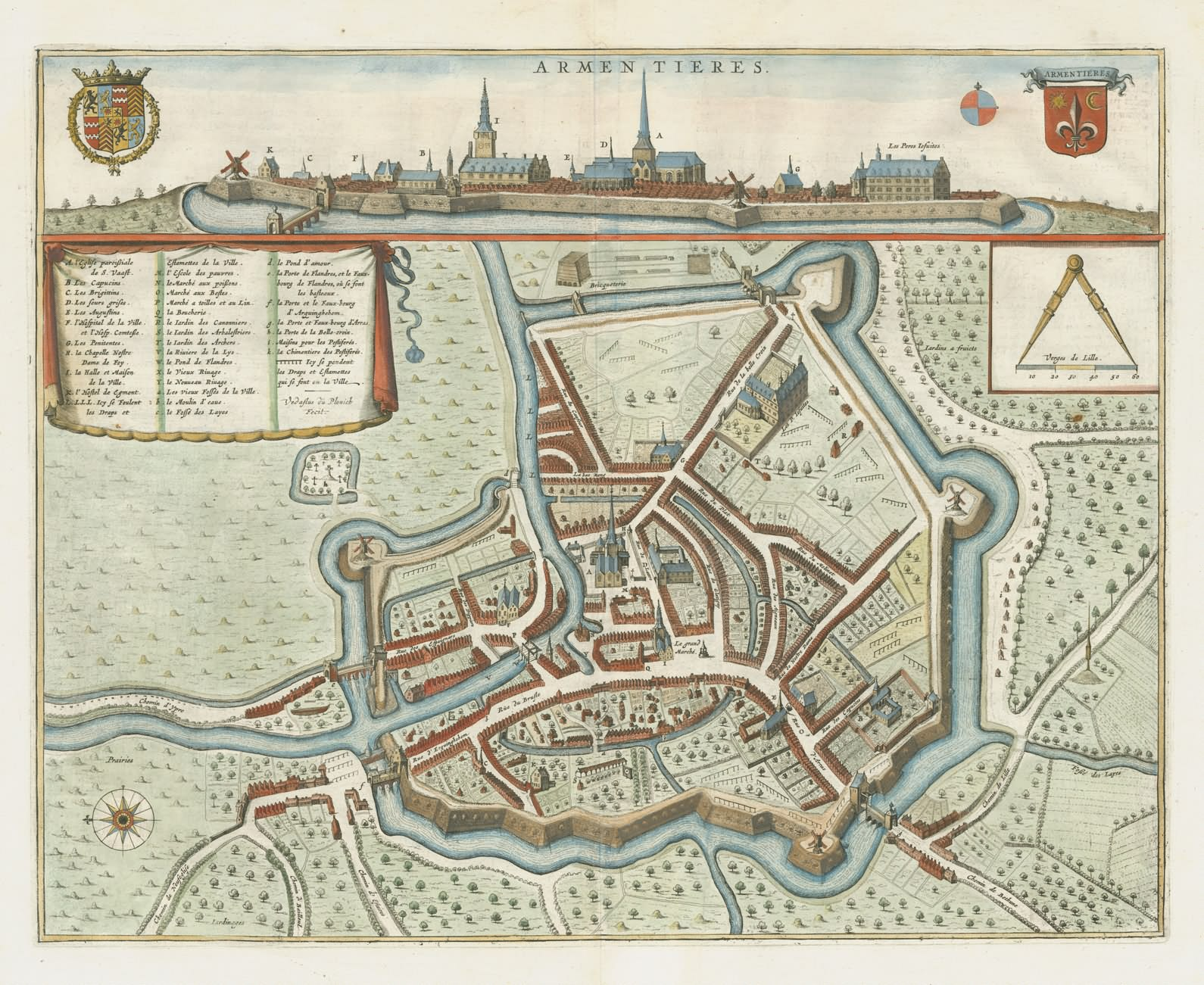
Plan d'Armentières par J. Blaeu vers 1649.

Au XVIIe siècle, Armentières comme toute la Flandre est au cœur de l'affrontement entre la France de Louis XIII et de Louis XIV et l'Espagne. Dans ce cadre, les troupes françaises qui ont pris les derniers mois de nombreuses villes, de Gravelines à Cassel, Béthune, Lillers, assiègent Armentières, alors espagnole, le 8 septembre 1645. Le sieur de Maugré, gouverneur d'Armentières pour le compte du roi d'Espagne, Philippe IV et Guillaume Lefebvre de Lattre, Mayeur, d'Armentières, conscients de ne pas disposer d'une garnison suffisamment forte pour résister négocient immédiatement la capitulation et obtiennent une reddition honorable. Les Français nomment gouverneur le marquis du Plessis Bellière.
En 1646, une épidémie de peste frappe la ville : en octobre 1646, on compte 103 morts au lieu de 9 en moyenne en temps ordinaire. En novembre 1647, on recense encore 53 morts. La même année, les Espagnols reprennent la ville après 14 jours de siège,.

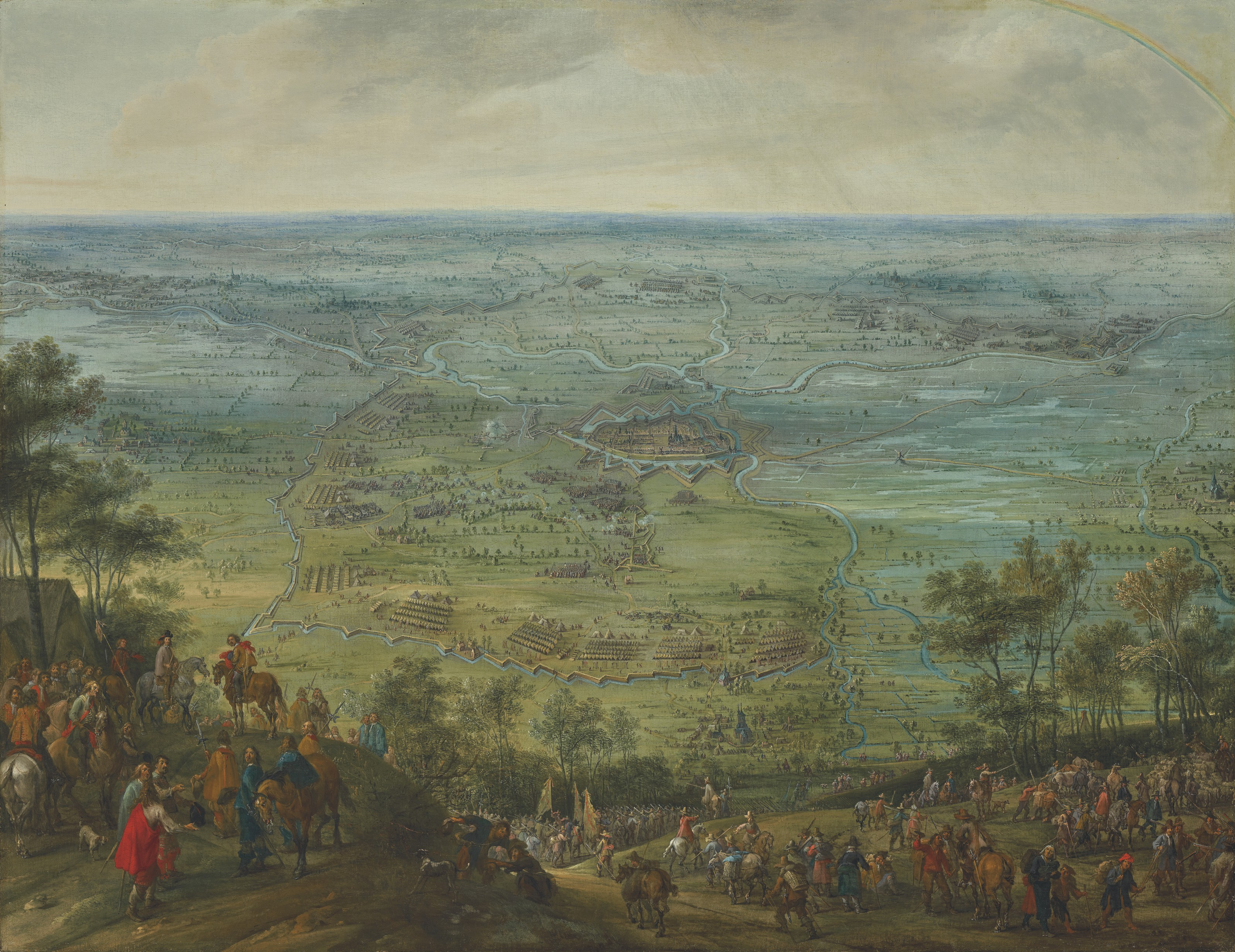
Le siège d'Armentières, en mai 1647, tableau de Peeter Snayers. La marquise du Plessis-Bellière, épouse du gouverneur de la ville assiégée par les Espagnols, a montré un rare courage en restant auprès du marquis du Plessis-Bellière.

Le siège d'Armentières en mai 1647 fait perdre la ville aux Français, qui repasse aux Espagnols. Mais le courage héroïque de la marquise du Plessis-Bellière, qui encouragea la résistance à l'ennemi et resta enfermée dans la ville assiégée avec son époux gouverneur et ses enfants, fut un épisode célèbre, modèle de courage et d'engagement militaire.
Armentières, cité au cœur de l'Europe, est rattachée définitivement à la France par Louis XIV, à la suite de sa campagne de Flandres, qui aboutit au traité d'Aix-la-Chapelle de 1668, mettant ainsi un terme à la suprématie des comtes de Flandre, des ducs de Bourgogne, de la maison d'Autriche et de celle d'Espagne.
Dans une démarche d'allégeance, c'est à Bruxelles que le roi Louis XIV reçoit une délégation des édiles, magistrats et bourgeois armentiérois. Après plusieurs années de guerre, la ville est ruinée et les membres de la délégation arrivent à Bruxelles pauvrement vêtus malgré leur rang. Ils doivent ainsi se faire prêter des vêtements dignes de leur position pour se présenter devant le roi. Mais celui-ci avait été prévenu de la supercherie et s'exclame, en les voyant : « Armentières, pauvre mais fière ! », ce qui devient et reste la devise de la ville jusqu'à nos jours.
Dans les années 1700, la ville compte une compagnie de tireurs d'armes, une compagnie de canonniers, une d'arbalétriers et une d'archers.
En 1735, Armentières intra-muros (la ville en elle-même) et extra-muros (principalement les terres et hameaux qui dépendent de la paroisse d'Armentières) comptent 1 276 feux fiscaux, soit entre 5 700 et 6 300 habitants.

### Révolution française (1789-1799)
Alors que la Révolution française éclate, Armentières abrite une église paroissiale riche en propriétés immobilières et compte de nombreuses communautés religieuses : religieuses capucines et augustines, « sœurs grises » sous l'autorité des Franciscains, religieux brigittins et jésuites.
À la fin de l'année 1790, des commissaires du district de Lille saisissent les biens de l'église paroissiale, conformément aux dispositions du décret du 2 novembre 1789 pris par l'Assemblée constituante. En 1791, la spoliation des biens religieux s'accélère et les Capucins sont expulsés de leur couvent. Durant cette période, on assiste également au vandalisme des églises et couvents. Le 2 octobre, le curé constitutionnel Metgy est installé dans l'église paroissiale, malgré la résistance de nombreux habitants à sa nomination. Par la suite, des prêtres dits « réfractaires », ayant refusé de prêter le serment obligatoire depuis 1791, sont empêchés de célébrer les messes et sont même incarcérés.
Le 12 mai 1792, le caveau des comtes d'Egmont, seigneurs d'Armentières depuis le début du XVIe siècle, qui se trouvait dans l'église des Capucins, est ouvert. Le plomb qui recouvre trois cercueils est récupéré et les corps enfouis dans une fosse.
Le 25 août, un autel est dressé sur la place principale et un obit solennel est célébré en mémoire des gardes nationaux morts au combat.
Le 6 octobre de la même année, on fait détruire les fleurs de lys, symboles de la monarchie française, qui ornaient l'hôtel de ville.
En janvier 1793, on fonde à Armentières un club affilié à celui des Jacobins de Paris. Il était situé au 4, rue des Glatignies.
En juin 1793, alors qu'à Paris, les députés girondins sont arrêtés et la Terreur se met en place, la municipalité d'Armentières, accompagnée de soldats, opère des perquisitions chez de nombreux notables qui avaient conservé des objets religieux, autrefois propriété des églises et communautés religieuses, devenus depuis « biens nationaux ».
Le 10 août, on dresse un autel sur la place principale pour jurer fidélité à la nouvelle République. Fin octobre, on plante sur la grand'place un arbre de la Liberté. Une statue de plâtre, appelée « Déesse de la Liberté » représentant Marianne, y est également érigée.
Par décret du 13 prairial an II (1er juin 1794) de la Convention nationale, Armentières s'agrandit et comprend désormais les terres extra-muros, situées au-delà des fortifications de la ville.
En juillet 1795, le représentant du peuple en mission à Armentières Florent-Guiot destitue la municipalité à cause des dégradations fréquentes qui ont lieu en ville, notamment sur le patrimoine religieux. La liberté des cultes y est de nouveau admise et l'église paroissiale est rendue au culte catholique. Les destructions et pillages reprennent néanmoins dès 1796.
Le 27 juillet, l'évêque Claude François Marie Primat se rend à Armentières avec l'autorisation d'un officier municipal afin de baptiser plusieurs enfants. Alors qu'il s'apprête à monter à l'autel de l'église paroissiale, une foule envahit l'église et force l'évêque à fuir.
Le 6 février 1797, fête de saint Vaast, la messe a lieu dans l'église paroissiale et un obit est célébré en hommage aux quatre guillotinés de l'affaire d'Armentières, « victimes de la Révolution ».
Le 21 janvier 1799, des fêtes sont organisées à l'occasion de la date anniversaire de l'exécution de Louis XVI.
À la fin de la période révolutionnaire, Paul-François Barbault-Royer, employé du département des Affaires étrangères de passage à Armentières entre 1799 et 1800, affirme que l'aspect de la ville « est assez misérable. À l'exception de quelques belles maisons sur la place de la ville, cette cité médiocre ne mérite pas d'être vue. » Il confirme cependant que l'industrie textile y perdure : « Armentières est célèbre dans tout ce pays pour ses fabrications de toiles, qui donnent un travail continu et presque assuré aux habitants de cette ville, qui paraissent y être entièrement employés. »
L'introduction du Directoire puis du Consulat à la suite de la Terreur ne suscitent pas de réaction particulière à Armentières.
Le 2 mai 1802, à 11 h, le maire Joseph Bayart proclame au balcon de l'hôtel de ville la publication du Concordat souscrit entre le pape Pie VII et le Premier consul Napoléon Bonaparte.
En 1802-1803, Armentières est située sur le parcours de la diligence qui relie quotidiennement Lille à Dunkerque et retour. De plus, deux voitures publiques gagnent chaque jour Lille, l'une à 7 ou 8 heures du matin et l'autre à 3 heures du soir, avec retour le jour même. Deux carrosses d'eau assurent une liaison régulière avec Merville et Estaires.

#### L'affaire d'Armentières
Dans un rapport du 18 septembre 1793, Lavallette, général de brigade commandant de la place de Lille, affirme qu'au cours d'un combat entre les armées de la Première Coalition et celle de la jeune République, il a été retrouvé, dans la poche d'un officier hollandais, une note intitulée « État d'une partie de bourgeois royalistes d'Armentières » comprenant vingt-quatre noms. Ces vingt-quatre « contre-révolutionnaires renfermés dans la ville qui n'attendaient qu'un instant favorable pour livrer cette place à l'ennemi et mettre leurs propriétés à l'abri du pillage » appartiennent à la classe bourgeoise ; ils sont marchands, négociants, tailleurs… Ordre est donné de les arrêter. Le rapport indique qu'au cours des arrestations, la population d'Armentières aurait également dénoncé deux auteurs du complot supplémentaires. Il est retrouvé chez certains des « brochures contre-révolutionnaires » et « une copie de la parodie infâme de l'hymne des Marseillais ». Ils sont également accusés de s'être opposés à la création d'un club des Jacobins à Armentières.
Les gendarmes procèdent immédiatement aux interrogatoires. Douze accusés sont d'abord incarcérés à la citadelle de Lille, puis rejoignent la prison de la Conciergerie, où ils subissent un second interrogatoire. L'accusateur public Antoine Fouquier-Tinville traduit devant le Tribunal révolutionnaire :
- Pierre-François Malingié, 56 ans, marchand bonnetier, ancien juge de paix, natif d'Armentières ;
- Jean-Baptiste Blauwart, 32 ans, natif d'Armentières ;
- Antoine Carpentier, 33 ans, natif d'Armentières ;
- Constant-Benoît Salon, 33 ans, natif d'Armentières ;
- Paul-François-Joseph Clarisse, 62 ans, natif d'Armentières ;
- Pierre-François-Joseph Benoît, 36 ans, marchand de tabacs, natif du Quesnoy, demeurant à Armentières ;
- Pélerin-Guy Joire, 53 ans, ancien receveur des impôts, natif d'Armentières ;
- Antoine-Joseph Rouzé, 25 ans, tailleur ;
- Joseph Demay, 67 ans, serrurier, natif d'Armentières ;
- Xavier-Joseph Planckaert, 39 ans, fabricant de toiles, natif de Courtrai, demeurant à Armentières ;
- Antoine-François-Joseph Delettré, 54 ans, marchand ;
- Philippe-Joseph Beaucamps, 53 ans, marchand épicier, natif de Fontaine-lès-Croisilles.

Le procès a lieu le 27 vendémiaire an II (18 octobre 1793). Le tribunal est composé de René-François Dumas, Gabriel Deliège, Ignace-François-Joseph Donzé-Verteuil et Antoine-Marie Maire-Savary.
Tous les accusés, sans exception, nient les faits et tentent de prouver leurs sentiments républicains. À l'issue d'une procédure expéditive, huit des douze accusés sont acquittés mais restent considérés comme « suspects » conformément à la loi des suspects adoptée un mois plus tôt.
Malingié, Joire, Clarisse et Delettré sont condamnés à la peine de mort. Leurs biens et ceux de leur famille sont saisis pour être vendus. Ils sont guillotinés le lendemain, vers 15 h, sur la place de la Révolution à Paris.

### Ère industrielle
En 1808, on trouve à Armentières un dépôt de sûreté, où on enferme les petits délinquants avant leur transfert en maison d'arrêt à Lille.
La ville est desservie dès 1848 par le chemin de fer, qui facilite son développement économique.
À partir de la fin du XIXe siècle, la révolution industrielle fit d'Armentières une cité prospère, haut-lieu de l'industrie textile jusqu'à la seconde moitié du XXe siècle. Tirant profit de la présence de la rivière de la Lys, de nombreuses usines de tissage et de filage s'y implantèrent, de même que les activités industrielles liées à la brasserie. La ville acquit ainsi une nouvelle devise : « Armentières, cité de la toile et de la bière ».
Armentières est touchée par la pandémie de grippe « russe » de 1889-1890, qui y sévit avec une grande intensité selon Le Radical jusqu'en 1892 au moins. Le maire Henri Chas (père) contracte la maladie mais en réchappe.
Le 3 octobre 1903 éclate une grève à l'usine textile Duhot d'Houplines. Les ouvriers, qui revendiquent une hausse des salaires qui n'étaient que de 1,50 franc par jour, essuient le refus du patronat et décidèrent donc l'arrêt du travail par référendum. Rapidement, la grève s'étend aux villes alentour puis dans tout le Nord. Armentières est alors déclarée en état de siège et le mouvement social est violemment réprimé par l'armée. Les manifestations, au slogan de « Vive la révolution ! Le tarif ou la mort ! », connaissent leur point d'orgue le 30 septembre 1903, lorsque six mille tisseurs grévistes envahissent les magasins d'Armentières et jettent le fruit de leur propre travail dans les rues, afin de priver les patrons de leurs bénéfices. Victor Griffuelhes, alors secrétaire général de la CGT, déclara d'eux qu'ils « secouèrent leur apathie ». Le 12 octobre 1903, Jules Guesde vient à la rencontre des grévistes.
Dix jours plus tard, le 22 octobre, Jean Jaurès, alors vice-président de la Chambre des députés, vient également apporter son soutien aux grévistes d'Houplines et d'Armentières. La grève dure 46 jours.
Une peinture anonyme, exposée dans le salon d'honneur de l'hôtel de ville, relate cet événement. Une copie est également exposée au rez-de-chaussée du siège local du Parti socialiste, au 10 rue Jean-Jaurès. Des cartes postales éditées par M. Bulteau, photographe local, décrivent notamment les saccages d'habitations privées ou d'agences bancaires de la journée du 13 octobre 1903.

### Les deux guerres mondiales

#### Première Guerre mondiale

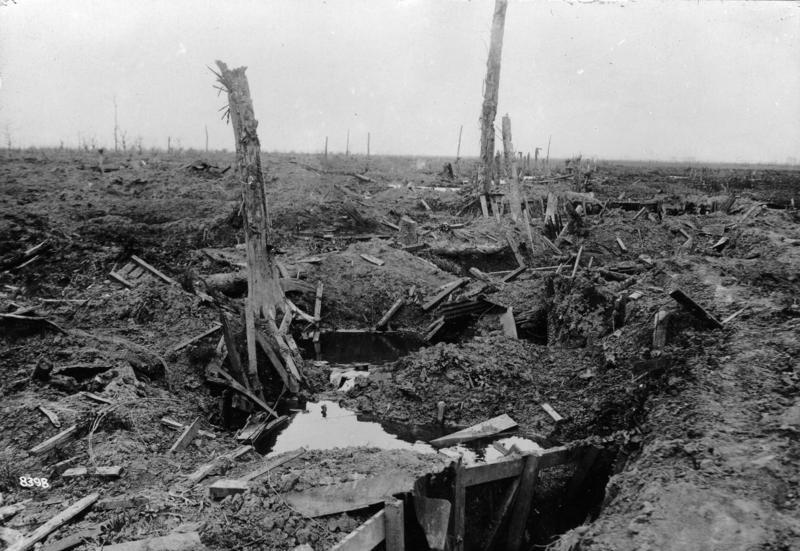
Séquelles de la Bataille d'Armentières, 1914.

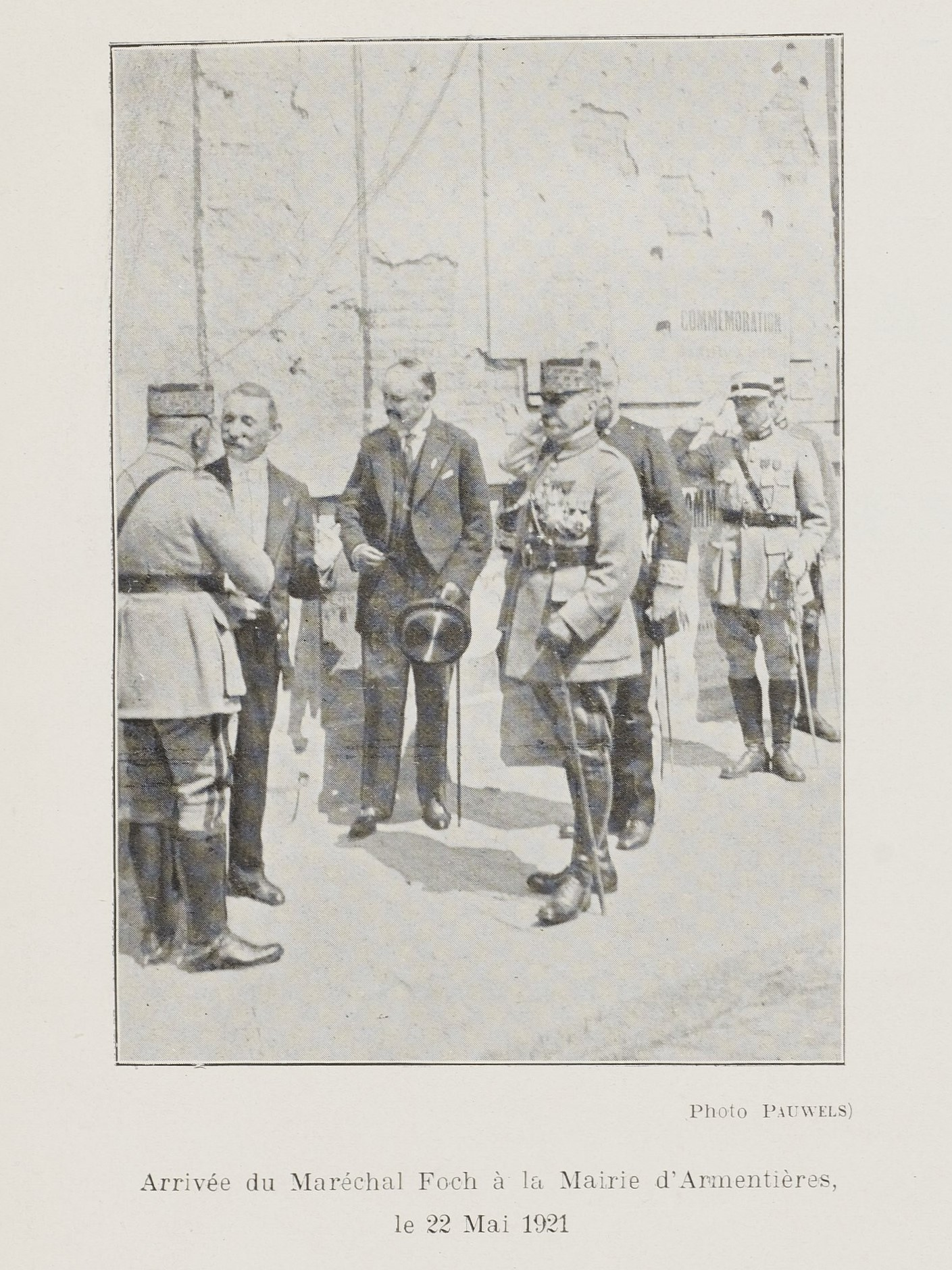
Le Maréchal Foch à Armentières, le 22 mai 1921.

Armentières a particulièrement souffert lors des deux guerres mondiales notamment durant la bataille d'Armentières en 1914 et de la bataille de la Lys en 1918.
Le 16 octobre 1916, Armentières accueille la visite du président de la République Raymond Poincaré. Il remet à cette occasion la Légion d'honneur au maire Henri Chas (fils).
Le 2 octobre 1918, les troupes britanniques libèrent Armentières.
Elle fut ainsi détruite à 90 % au sortir de la Grande Guerre. La ville a été décorée des deux Croix de guerre 1914-1918 et 1939-1945, et son lycée professionnel de la Légion d'honneur. Armentières abrite un cimetière militaire à la cité Bonjean.
Le 22 mai 1921, le Maréchal Foch, accueilli par le maire Charles Conem, visite Armentières. Il assiste à une messe dans les ruines de l'église Saint-Vaast et remet plusieurs décorations à des blessés de guerre.
En 1931, un tramway relie Armentières à Halluin.

#### Seconde Guerre mondiale
Armentières se trouve, durant la Seconde Guerre mondiale, en zone occupée. Les actions de résistance s'y développent, impulsées notamment par Georges Vankemmel, qui deviendra maire en 1945. La ville fut bombardée le 22 juin et le 6 juillet 1944. À la Libération, la rue d'Ypres prend le nom de « rue des Déportés » en hommage à onze résistants disparus en déportation :
- Denis Cayzeele, décédé le 3 janvier 1945 à Nordhausen-Dora (Allemagne)[57] à l'âge de 22 ans ;
- Marie-Hélène Chantecaille, décédée le 22 juin 1945 à l'hôpital de la Salpêtrière à Paris[58] au lendemain de son retour du camp de Ravensbrück[59], à l'âge de 32 ans ;
- Alfred Claisse, décédé le 25 février 1945 à Buchenwald (Allemagne)[60] à l'âge de 47 ans ;
- Marguerite Cousin alias « Mag », décédée le 7 mars 1945 à Mauthausen (Autriche)[61] à l'âge de 38 ans, médaillée de la Résistance à titre posthume (1946) ;
- Jean Doolaeghe, décédé le 30 mars 1945 à Mauthausen (Autriche)[62] à l'âge de 40 ans ;
- Adrien Gottiniaux, décédé le 9 février 1945 à Weimar (Allemagne)[63] à l'âge de 20 ans ;
- Noël Lernout, décédé le 1er janvier 1944 à Hambourg (Allemagne)[64] à l'âge de 39 ans, médaillé de la Résistance à titre posthume (1946) ;
- Jules Lestienne, décédé le 20 avril 1945 à Dachau (Allemagne)[65] à l'âge de 30 ans, médaillé de la Résistance à titre posthume (1955) ;
- Paul Petit ;
- Kléber Ringot, décédé le 15 avril 1945 à Salzwedel (Allemagne)[66] à l'âge de 51 ans, médaillé de la Résistance à titre posthume (1946) ;
- Albert Vollebout, décédé le 16 mars 1945 à Buchenwald (Allemagne)[67] à l'âge de 22 ans.

### Époque contemporaine

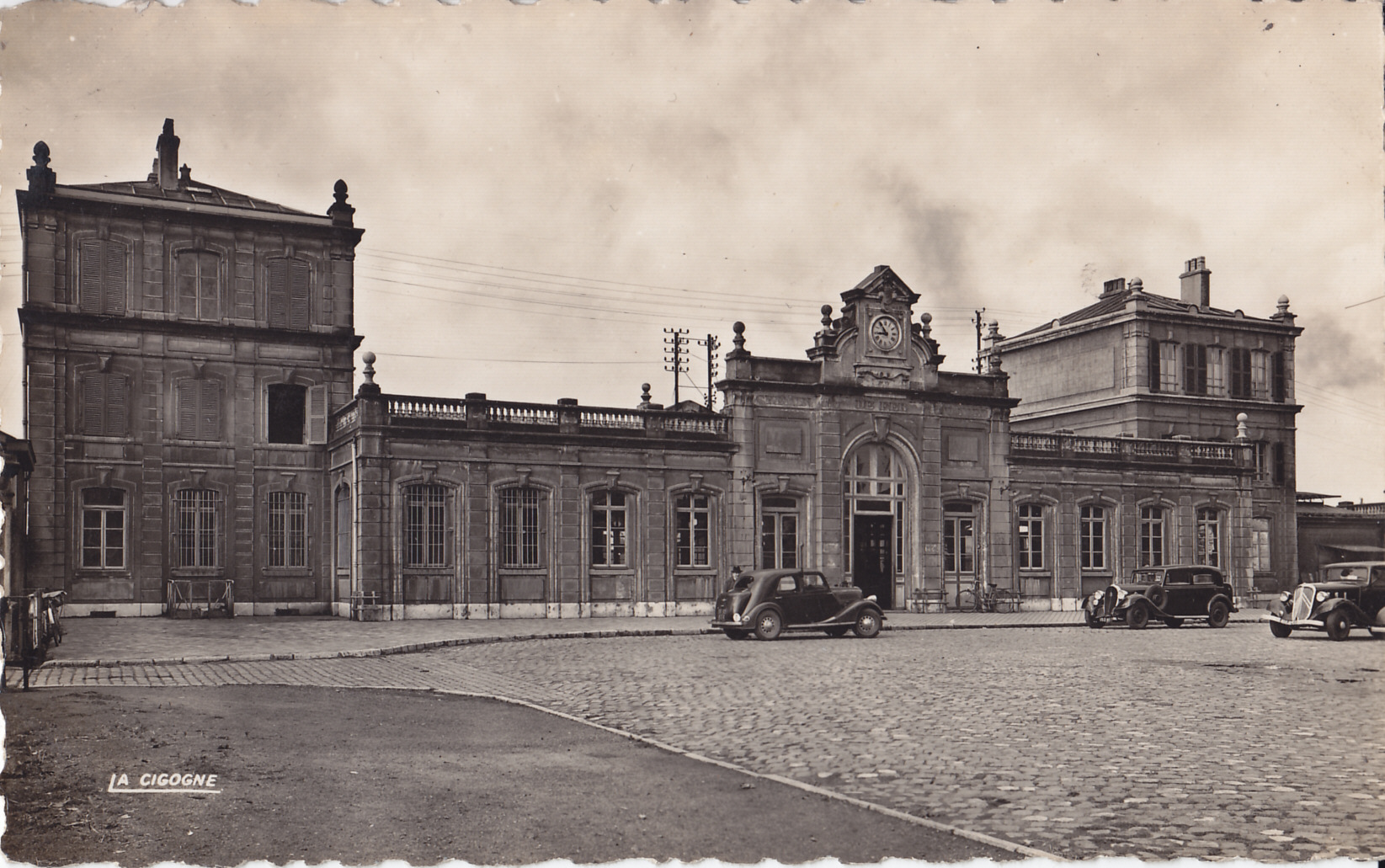
La gare, vue dans les années 1930.

Le 12 juillet 1947, Vincent Auriol, Président de la République, fait une halte à Armentières à l'occasion d'une visite officielle dans le Nord. Il remet à cette occasion les insignes d'officier de la Légion d'honneur au Maire honoraire Charles Conem ainsi que la croix de chevalier du même ordre au Maire Georges Vankemmel et à Gustave Duriez, alors adjoint au Maire. À l'occasion de sa visite, une paire de draps lui est offerte par les patrons et ouvriers textiles d'Armentières.
L'industrie textile armentiéroise perdure jusqu'aux années 1980.
Le jeudi 19 juillet 1962, Armentières  administrée par Gérard Haesebroeck  et Saint-Amand-les-Eaux, et son maire Georges Donnez, qui gagne en la circonstance le surnom de Jojo, connaissent un moment de popularité nationale lors de la première du jeu télévisé Intervilles qui oppose les deux villes. Les deux maires participent aux épreuves en réalisant une épreuve de tirs au but. Saint-Amand l'emporte brillamment et ira jusqu'en finale où elle perd contre Dax.
La ville reçoit la visite du Président François Mitterrand le 1er décembre 1989, au cours de laquelle le Maire Gérard Haesebroeck reçoit les insignes de chevalier de la Légion d'honneur.
À l'invitation de Karine Charbonnier, qui avait interpellé quelques mois plus tôt le Président François Hollande sur TF1, l'ancien Président de la République Nicolas Sarkozy visite l'usine de boulonnerie Beck Crespel à Armentières le 25 mars 2015.
Benoît Hamon, alors député des Yvelines et candidat à la primaire socialiste de 2017, déjeune au restaurant L'Atelier de Mademoiselle le 16 décembre 2016.
Le 18 septembre 2019, une panthère noire s'échappe par le toit d'un logement situé rue de l'Avenir. Secourue par les sapeurs-pompiers, elle est placée au zoo de Maubeuge dans l'attente d'être transférée vers un centre spécialisé. Elle est cependant volée dans la nuit du 23 au 24 septembre. Cet événement a un retentissement national et international : la « panthère d'Armentières » fait l'objet d'article de la BBC, de l'Irish Times, de Die Welt, de La Repubblica…

## Politique et administration

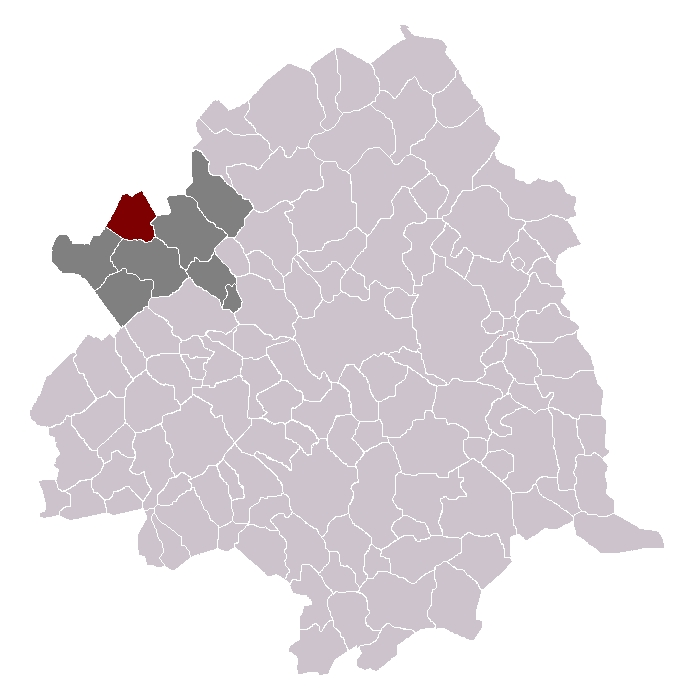
Armentières dans son canton et son arrondissement.

### Tendances politiques et résultats
Armentières est une ville qui se classe politiquement à gauche, les électeurs ayant majoritairement voté pour des candidats issus de la gauche aux élections municipales, départementales, régionales, législatives et présidentielle.

#### Élections locales

##### Élections municipales
Armentières est une ville administrée par le Parti Socialiste depuis 1944.
La composition du Conseil municipal, auparavant révélatrice du clivage gauche-droite, a été bousculée lors des élections municipales de 2014 par l'arrivée de 2 représentants du Front national.
À partir de 2018, le maire Bernard Haesebroeck (PS) subit la défection de 5 élus de sa majorité,,,, dont son adjoint délégué aux finances, Dominique Bianchi. Ils expliquent leur démission par des divergences politiques et dénoncent l'absence de débat au sein de la majorité. À la fin de l'année 2019, les élus communistes, qui appartiennent à la majorité, expriment également leur défiance vis-à-vis de la création d'une police municipale.
Dominique Bianchi annonce sa candidature aux élections municipales de 2020 plus d'un an après sa démission. Pour la première fois depuis 2001, le Parti Communiste Français présente une liste autonome du Parti Socialiste menée par Arnaud Marié. Placée en 3e position au 1er tour, celle-ci fusionne avec la liste menée par Bernard Haesebroeck (PS) qui arrive, pour la troisième fois consécutive, en tête du scrutin. La liste conduite par Michel Plouy, soutenue par Les Républicains, obtient la 2e place avec 1 487 voix (23,86 %) ; celle de Dominique Bianchi, la 4e avec 840 voix (13,47 %).
La liste du Rassemblement national menée par Alexandre Lodigeois est, quant à elle, éliminée dès le 1er tour avec 485 voix (7,78 %).
Les élections municipales des 15 mars et 28 juin 2020 sont marquées par une abstention historique, liée pour partie à la pandémie de Covid-19. En effet, Bernard Haesebroeck est réélu au 2e tour pour un 3e mandat avec 68,44 % d'abstention, soit près de 25 points supérieure au taux d'abstention au 2e tour des élections municipales de 2014 (43,69 %).

##### Élections départementales
Lors des élections départementales de 2015, le canton d'Armentières est conquis par Michel Plouy et Carole Borie, candidats soutenus par divers partis de droite dont l'UMP. Ce canton était historiquement détenu par la gauche, Gérard Haesebroeck puis son fils Bernard Haesebroeck en ayant été les principaux représentants.

#### Élections nationales
À l'élection présidentielle française de 2012, le premier tour a vu arriver en tête François Hollande avec 4 143 voix (33,29 %), suivi de Marine Le Pen avec 2 781 voix (22.34 %), Nicolas Sarkozy avec 2 426 voix (19,49 %) et Jean-Luc Mélenchon avec 1 639 voix (13,17 %). Au second tour, les électeurs ont voté à 60,30 % pour François Hollande et à 39,70 % pour Nicolas Sarkozy. Le taux de participation a été très élevé au premier tour : 12 658 des 17 007 électeurs inscrits sur les listes électorales, soit 74,43 %, ont participé au vote, dont 211 (1,24 %) ont effectué un vote blanc ou nul. Au second tour, le taux de participation a été aussi très élevé : 12 641 des 17 015 électeurs inscrits sur les listes électorales, soit 74,29 % ont participé au vote, dont 820 (4,82 %) qui ont effectué un vote blanc ou nul.
À l'élection présidentielle de 2017, Marine Le Pen est arrivée en tête du premier tour avec 3 442 voix (29,03 % des suffrages exprimés), suivie de Jean-Luc Mélenchon avec 2 877 voix (24,26 %), d'Emmanuel Macron avec 2 265 voix (19,10 %) et de François Fillon avec 1 381 voix (11,65 %). Benoît Hamon, candidat issu de la Primaire citoyenne de 2017 et parrainé par le maire Bernard Haesebroeck, n'arrive qu'en cinquième position avec 947 voix soit 7,99 % des suffrages exprimés. La participation reste stable au premier tour par rapport à 2012, avec 12 161 votants sur les 17 127 inscrits, soit 71 % de participation. Au second tour, Emmanuel Macron obtient 5 893 voix (56,77% des suffrages exprimés), Marine Le Pen 4 488 voix (43,23 %). L'abstention au second tour atteint 32,13 %.
Aux élections législatives de 2017, Laurent Pietraszewski (LREM) succède à Yves Durand (PS) à la députation.

### Administration municipale
À la suite des élections municipales de 2020, les 35 sièges du Conseil municipal d'Armentières sont répartis de la manière suivante :
Le Conseil municipal a été installé le dimanche 5 juillet 2020. Lors de cette séance d'installation, Arnaud Marié, tête de la liste PCF — fusionnée entre les deux tours à celle de Bernard Haesebroeck — confirme la volonté, exprimée pendant la campagne, des 7 élus communistes de créer leur propre groupe au sein du Conseil municipal afin d'obtenir la possibilité « d'exprimer [leurs] différences quand ça sera nécessaire ».

### Liste des maires
Depuis 2008, Armentières est administrée par Bernard Haesebroeck (PS), également vice-président de la Métropole européenne de Lille (MEL) où il est chargé, pour le mandat 2014-2020, de la stratégie en matière de logement et habitat et, pour le mandat 2020-2026, de l'économie et de l'emploi, de la recherche et de l'enseignement supérieur. Il a succédé à Claude Hujeux et à son père, Gérard Haesebroeck, personnalité armentiéroise emblématique, qui fut député du Nord et resta premier édile de la ville durant quarante ans.
| Période           | Période           | Identité                                            | Étiquette    | Qualité |
| ----------------- | ----------------- | --------------------------------------------------- | ------------ | --- |
| 1790              |                   | Pierre Malingie                                     |              | |
| 1791              | 1792              | Jacques Philippe Bayart                             |              | |
| 1792              | 1793              | Jean Baptiste Gombert                               |              | |
| 1793              | 1794              | Nicolas Druon Joseph Bayart-Selosse                 |              | Négociant Chevalier de l'Empire Chevalier de la Légion d'honneur (1810) |
| 1794              | 1794              | Balthazar Loridan                                   |              | |
| 1794              | 1795              | Nicolas Druon Joseph Bayart-Selosse                 |              | Négociant Chevalier de l'Empire Chevalier de la Légion d'honneur (1810) |
| 1795              | An VI             | Maximilien Dubuche                                  |              | |
| An VI             | An VI             | Antoine Boutry, Nicolas Druon Joseph Bayart-Selosse |              | |
| An VI             | An IX             | Nicolas Druon Joseph Bayart-Selosse                 |              | Négociant Chevalier de l'Empire Chevalier de la Légion d'honneur (1810) |
| An IX             | An IX             | Maximilien Dubuche                                  |              | |
| An IX             | 1814              | Nicolas Druon Joseph Bayart-Selosse                 |              | Négociant Chevalier de l'Empire Chevalier de la Légion d'honneur (1810) |
| 1815              | 1815              | Bruno Delangre                                      |              | |
| 1815              | 1825              | Louis Dansette-Lefebvre (1770-1827)                 |              | Filateur de lin |
| 1827              | 1832              | Édouard Ghesquier-Malingié (1767-1852)              |              | |
| 1832              | 1833              | Louis Butin                                         |              | Médecin en chef de première classe des asiles d'aliénés Chevalier de la Légion d'honneur (1864) |
| 1833              | 1845              | Édouard Ghesquier-Malingié (1767-1852)              |              | |
| 1845              | 1846              | Jacques Deloince                                    |              | |
| 1846              | 1869              | Hubert Dansette-Leblond (1803-1873)                 |              | Manufacturier, docteur en médecine Conseiller général d'Armentières (1848 → 1873) Chevalier de la Légion d'honneur (1855) |
| 1869              | 1870              | Jean-Baptiste Damas Pouchain                        |              | |
| 1870              | 1878              | Victor Pouchain (1825-1892)                         | Républicain  | Manufacturier, fabricant de toile Conseiller général d'Armentières (1873 → 1877) |
| 1878              | 1881              | Auguste Mahieu                                      | Républicain  | Manufacturier Conseiller général d'Armentières (1877 → 1889) Chevalier de la Légion d'honneur (1883) |
| 1881              | 1885              | Mathias Tahon                                       |              | |
| 1885              | 1888              | Victor Pouchain (1825-1892)                         |              | Manufacturier, fabricant de toile |
| 1888              | 1892              | Henri Chas père                                     | Républicain  | Industriel |
| 1892              | 1893              | Désiré Fauvergue (1834-1893)                        | Conservateur | Manufacturier |
| 19 octobre 1893   | 20 mai 1900       | Alphonse Hurtel Béghin (1848-1903)                  |              | |
| 20 mai 1900       | 3 août 1904       | Désiré Daudrumez (1869-1939)                        | POF          | Ouvrier tisseur |
| 21 mai 1905       | 11 décembre 1919  | Henri Chas fils (1872-1940)                         | Droite       | Fabricant de toiles Chevalier de la Légion d'honneur |
| 11 décembre 1919  | 12 mai 1929       | Charles Conem (1861-1950)                           | RG           | Professeur au lycée d'Armentières, ancien juge de paix Conseiller général d'Armentières (1919 → 1937) Chevalier de la Légion d'honneur (1920) Médaille du roi Albert de Belgique Chevalier du Mérite agricole (1936)                                                             |
| 12 mai 1929       | 3 juin 1940       | Edmond Debruyne (1877-1950)                         | PRRRS        | Industriel |
| 3 juin 1940       | 2 septembre 1944  | Florimond Dufour (1886-1944)                        | URD          | Entrepreneur |
| 6 septembre 1944  | 7 mars 1955       | Georges Vankemmel                                   | SFIO         | Pharmacien (place Chanzy), à la tête du groupe de résistance Voix du Nord à Armentières pendant la Seconde Guerre mondiale |
| 29 mars 1955      | 27 mars 1956      | Gustave Duriez (1894-1956)                          | SFIO         | Chef de train à la SNCF Conseiller général d'Armentières (1945 → 1955) Croix de guerre 1914-1918 Médaille d'honneur des chemins de fer Chevalier de la Légion d'honneur Décédé en fonction                                                                                       |
| 3 mai 1956        | 15 mars 1959      | Jean Pichon                                         | SFIO         | |
| 15 mars 1959      | 30 mai 1999       | Gérard Haesebroeck                                  | SFIO puis PS | Agent publicitaire Député du Nord (10e circ.) (1973 → 1986) Conseiller général d'Armentières (1961 → 2004) Chevalier de la Légion d'honneur Démissionnaire |
| 30 mai 1999       | 16 mars 2008      | Claude Hujeux                                       | PS           | Retraité, maire honoraire Premier adjoint au maire (1971 → 1999) Suppléant du député Yves Durand (1988 → 1993 et 1997 → 2012) |
| 16 mars 2008      | 29 septembre 2024 | Bernard Haesebroeck                                 | PS           | Cadre territorial Conseiller général d'Armentières (2004 → 2015) Vice-président du conseil général du Nord (2004 → 2014) Vice-président de la MEL (2008 → ) Chevalier de l'Ordre national du Mérite Réélu pour le mandat 2014-2020 Réélu pour le mandat 2020-2026 Démissionnaire |
| 29 septembre 2024 | En cours          | Jean-Michel Monpays                                 | PS           | Retraité de l'Éducation nationale Premier adjoint au maire (2017 → 2024) |

### Instances judiciaires et administratives
La commune relève du tribunal judiciaire de Lille, de la cour d'appel de Douai, du tribunal de commerce de Lille Métropole (situé à Tourcoing), du tribunal administratif de Lille et de la cour administrative d'appel de Douai.

### Jumelages
Armentières est jumelée à trois villes européennes, essentiellement associées à des échanges scolaires, des compétitions sportives et des actions culturelles soutenus par la municipalité:
- Stalybridge (Royaume-Uni), depuis 1955,
- Osterode am Harz (Allemagne), depuis 1963.
- Litoměřice (Tchéquie), depuis octobre 2011.

## Population et société

### Démographie

#### Évolution démographique
L'évolution du nombre d'habitants est connue à travers les recensements de la population effectués dans la commune depuis 1793. Pour les communes de plus de 10 000 habitants les recensements ont lieu chaque année à la suite d'une enquête par sondage auprès d'un échantillon d'adresses représentant 8 % de leurs logements, contrairement aux autres communes qui ont un recensement réel tous les cinq ans,.

En 2022, la commune comptait 26 107 habitants, en évolution de +4,37 % par rapport à 2016 (Nord : +0,51 %, France hors Mayotte : +2,11 %).
| 1793  | 1800  | 1806  | 1821  | 1831  | 1836  | 1841  | 1846  | 1851  |
| ----- | ----- | ----- | ----- | ----- | ----- | ----- | ----- | ----- |
| 7 671 | 7 598 | 7 542 | 7 681 | 6 338 | 6 512 | 6 817 | 7 959 | 8 840 |

| 1856   | 1861   | 1866   | 1872   | 1876   | 1881   | 1886   | 1891   | 1896   |
| ------ | ------ | ------ | ------ | ------ | ------ | ------ | ------ | ------ |
| 10 104 | 11 901 | 15 579 | 19 035 | 21 746 | 25 089 | 27 985 | 28 638 | 29 603 |

| 1901   | 1906   | 1911   | 1921   | 1926   | 1931   | 1936   | 1946   | 1954   |
| ------ | ------ | ------ | ------ | ------ | ------ | ------ | ------ | ------ |
| 29 401 | 28 613 | 28 625 | 14 758 | 21 035 | 22 704 | 24 049 | 22 667 | 24 940 |

| 1962   | 1968   | 1975   | 1982   | 1990   | 1999   | 2006   | 2011   | 2016   |
| ------ | ------ | ------ | ------ | ------ | ------ | ------ | ------ | ------ |
| 25 248 | 26 916 | 26 346 | 24 834 | 25 219 | 25 273 | 24 836 | 25 704 | 25 015 |

| 2021   | 2022   | - | - | - | - | - | - | - |
| ------ | ------ | - | - | - | - | - | - | - |
| 25 581 | 26 107 | - | - | - | - | - | - | - |

Les premières données disponibles, datant de 1793, faisaient état d'un peu moins de 8 000 habitants. La population armentiéroise a ensuite continuellement augmenté, jusqu'à approcher les 30 000 habitants au début du XXe siècle, avant d'être brutalement divisée par deux à la suite de la Première Guerre mondiale. La ville s'est repeuplée et stabilisée à son niveau actuel depuis les années 1950.
NB : la chute de la population entre les recensements de 1821 et 1831 est due à la création de la commune de La Chapelle-d'Armentières à la fin 1820.

#### Pyramide des âges
La population de la commune est relativement jeune.
En 2018, le taux de personnes d'un âge inférieur à 30 ans s'élève à 41,2 %, soit au-dessus de la moyenne départementale (39,5 %). À l'inverse, le taux de personnes d'âge supérieur à 60 ans est de 22,0 % la même année, alors qu'il est de 22,5 % au niveau départemental.
En 2018, la commune comptait 11 941 hommes pour 12 837 femmes, soit un taux de 51,81 % de femmes, légèrement supérieur au taux départemental (51,77 %).
Les pyramides des âges de la commune et du département s'établissent comme suit.
| Hommes | Classe d’âge | Femmes |
| ------ | ------------ | ------ |
| 0,6    | 90 ou +      | 1,4    |
| 5,2    | 75-89 ans    | 8,8    |
| 13,0   | 60-74 ans    | 14,7   |
| 17,2   | 45-59 ans    | 17,5   |
| 19,7   | 30-44 ans    | 19,3   |
| 21,7   | 15-29 ans    | 19,2   |
| 22,5   | 0-14 ans     | 19,2   |

| Hommes | Classe d’âge | Femmes |
| ------ | ------------ | ------ |
| 0,5    | 90 ou +      | 1,4    |
| 5,3    | 75-89 ans    | 8,1    |
| 14,8   | 60-74 ans    | 16,2   |
| 19,1   | 45-59 ans    | 18,4   |
| 19,5   | 30-44 ans    | 18,7   |
| 20,7   | 15-29 ans    | 19,1   |
| 20,2   | 0-14 ans     | 18     |

### Santé
En matière de santé, Armentières dispose :
- d'un centre hospitalier équipé d'un système d'IRM et d'un scanner
- d'une maternité
- d'une maison de cure médicale
- d'un établissement public de santé mentale (EPSM[105])

Le Centre Hospitalier d'Armentières est à la pointe en termes du dépistage du cancer du sein grâce à l'angio-mammographie.
La santé étant l'une de ses préoccupations, la municipalité lance en 2007 l'Atelier santé ville en créant une émission sur sa WEBTV et en organisant plusieurs actions ou événements comme "Octobre rose et Mars bleu".
Armentières est équipée de 22 défibrillateurs à travers la ville.

### Enseignement
Armentières fait partie de l'académie de Lille. La ville compte de nombreux établissements scolaires publics et privés allant de l'école maternelle à l'enseignement supérieur.
Armentières compte dix écoles maternelles et élémentaires :
- Groupe scolaire Léo-Lagrange ;
- Groupe scolaire Léon-Blum ;
- Groupe scolaire Anatole-France ;
- Groupe scolaire Renan-Buisson ;
- Groupe scolaire Léon-Gambetta ;
- Groupe scolaire Jean-Macé ;
- Groupe scolaire Roger-Salengro ;
- Groupe scolaire Sainte-Thérèse groupe scolaire sainte famille ;
- Groupe scolaire Sainte-Colombe ;
- Groupe scolaire Saint-Roch groupe scolaire sainte famille.

Armentières compte quatre collèges :
- Le collège Desrousseaux ;
- Le collège Jean-Rostand ;
- Le collège Saint-Charles ;
- Le collège Saint-Jude.

Armentières compte sept lycées ou établissements d'enseignement supérieur
- le lycée Gustave-Eiffel a ouvert ses portes le 10 octobre 1887 (œuvre architecturale de Charles Chipiez). Créée par décret du 10 mars 1882[106], l'École nationale professionnelle (ENP) fut l'une des quatre premières ENP, aux côtés de celles de Nantes, de Vierzon et de Voiron[107].
- le lycée Paul-Hazard (fondé en 1883) ;
- le lycée professionnel Île-de-Flandre ;
- l'institut de formation aux soins infirmiers (IFSI) ;
- l'institut Nicolas Barré. Sous la tutelle des sœurs de l'Enfant Jésus. Il résulte de l'institut Saint-Louis et de l'Institut familial. Il dispose d'un internat, se compose de mille deux cent lycéens et apprentis, en sus du corps professoral; et, est principalement tourné vers trois domaines: la maintenance automobile, le commerce et la sécurité.
- l'institution Saint-Jude.

### Sports
- Football

Le club de football "Jeunesse Athlétique Armentiéroise" (JAA), créé en 1911, évolue actuellement en Division d'Honneur de la Ligue Nord-Pas-de-Calais. De 1996 à 2000, l'équipe a évolué en Championnat de France amateur. À plusieurs reprises, le club a atteint les trente-deuxièmes de finale de la Coupe de France, notamment en 1999 contre le Racing Club de Lens au stade Félix-Bollaert (5-2 a.p.), ou en 2003 contre les Girondins de Bordeaux dans l'ancien stade Grimonprez-Jooris de Lille (0-3).
- Natation

Les "Sports Ouvriers Armentiérois" (SOA), club omnisports fondé en 1932, comportent notamment une section natation au passé glorieux, où furent formés des générations de nageurs, dont Georges Pourcelle, qui traversa la Manche à la nage en 1958. Pendant un demi-siècle, le club a inscrit son nom au palmarès de la natation régionale, nationale et internationale.
- Basket-ball

La section féminine du club de basket-ball des "Sports Ouvriers Armentiérois" (SOA) a remporté en 2009 le championnat de Nationale féminine 1. Elle évolue actuellement en Ligue féminine 2.
- Sport automobile

Néant
- Cyclisme

En 1994, l'arrivée de la première étape du Tour de France a lieu à Armentières. Elle est marquée par la violente chute du coureur français Laurent Jalabert. Le 8 juillet 2014, le Tour de France traverse à nouveau l'ex-« Cité de la Toile » pour rejoindre le Stade Pierre-Mauroy. Chaque année au mois d'août a lieu le « Ch'ti Bike Tour » aux Prés du Hem.
- Aviron

Le club d'aviron fait partie du Club Léo Lagrange Armentières (CLLA). La Lys, lieu d'entraînement du club d'Armentières, est considéré comme le meilleur bassin d'entrainement de la région. De ce fait, le site a hébergé amicalement le pôle espoir Nord-Pas-de-Calais puis Hauts-de-France pendant plus de 10 ans. Le club est particulièrement performant chez les féminines : de nombreux podiums au niveau national et un titre de champion de France en deux de couple en 2017. Les deux rameuses constituant ce bateau : Violaine Aernoudts et Audrey Feutrie font respectivement partie des sélections tricolores séniore et U23. Le club est détenteur de record de France du 100 km en relais chez les féminines de 15 à 18 ans en "small team" (moins de 10 rameuses). Lors des championnats du monde d'aviron indoor 2020 se déroulant à Paris, le relais féminin armentiérois a remporté la médaille de bronze. Violaine Aernoudts a participé à la régate de qualification olympique en 4 de couple le 16 mai 2021 à Lucerne au terme de laquelle elle s'est qualifiée. La même coque a remporté une médaille d'argent à l'étape I de la coupe du monde à Zagreb en mai 2021.

### Cultes

#### Christianisme

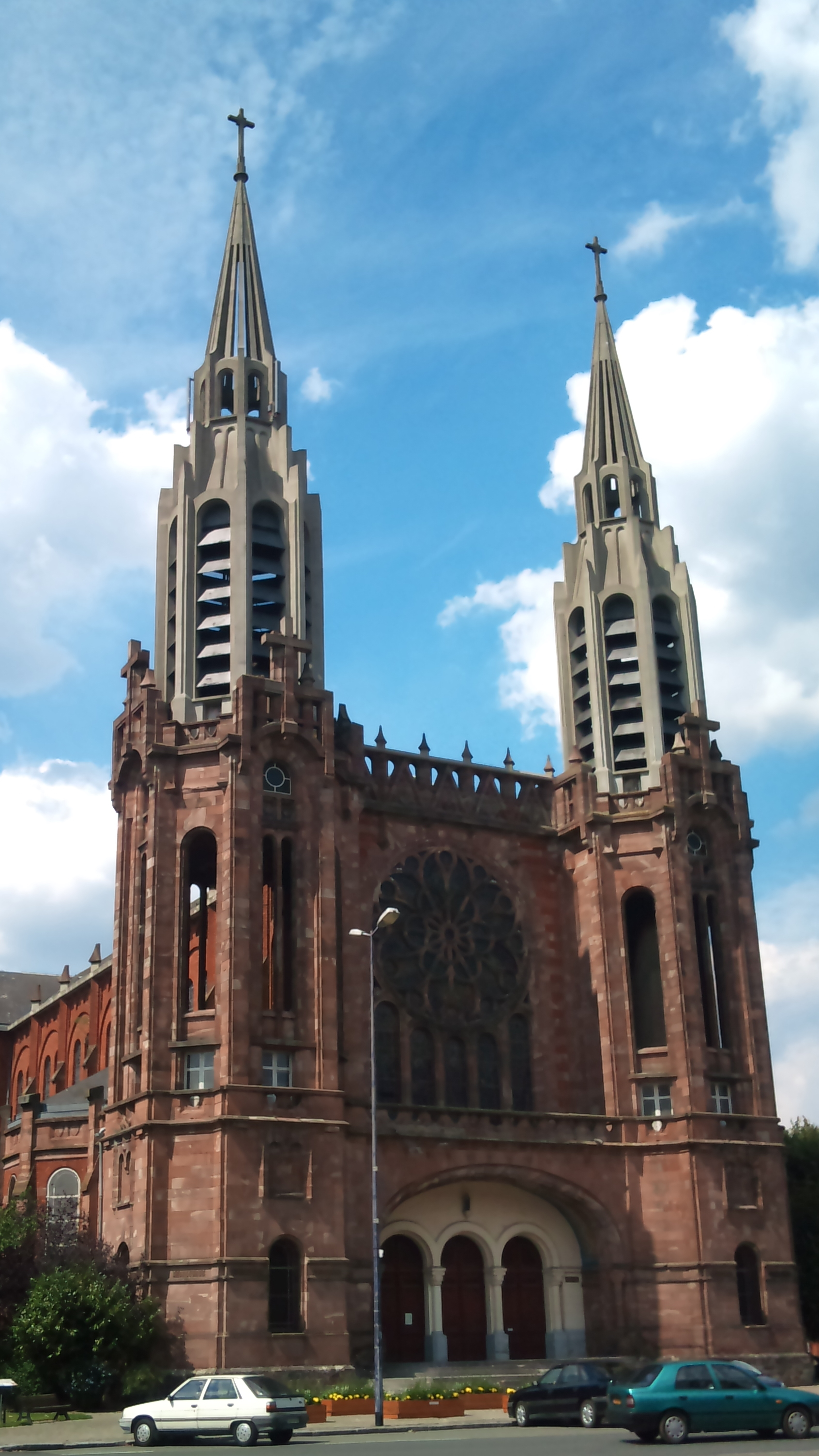
L'église Notre-Dame du Sacré-Cœur.

La vie catholique armentiéroise est rythmée par ses trois paroisses: celle des Douze Apôtres (églises Saint-Vaast et Saint-Louis), celle de Sainte-Marie de la Lys (incluant Houplines, églises Saint-Joseph et du Sacré-Cœur) et celle du Bon Pasteur (qui intègre Erquinghem-Lys, églises Sainte-Thérèse et Notre-Dame-de-Lourdes). Les fidèles dépendent donc du doyenné Lys et Deûle qui fait lui-même partie de l'archidiocèse de Lille.
Après le père Maurin Van Meenen (doyen pendant trois ans), c'est le père Luc Lesage (septembre 2016) qui est le curé (également doyen) des deux premières paroisses tandis que le père Patrick Delecluse est celui de la troisième (septembre 2015).

#### Édifices catholiques
- Église Notre-Dame-du-Sacré-Cœur, rue Sadi-Carnot.
- Église Sainte-Thérèse-de-l'Enfant-Jésus, rue Jules-Lebleu.
- Église Saint-Joseph, avenue Marc-Sangnier au Bizet.
- Église Saint-Louis, rue du Kemmel.
- Église Saint-Vaast, place du Général De Gaulle.
- Chapelle du lycée Saint-Jude, rue Lamartine.

#### Islam
Mosquée El-Ansar, située 77 Rue des Résistants, administrée par l'association des Marocains d'Armentières et des environs.

## Économie
Ancienne cité industrielle des bords de Lys et l'une des dix « villes drapières » (ou « drapantes ») du nord de la France depuis le Moyen Âge, Armentières a connu la prospérité à la Belle Époque et jusque dans les années 1950, grâce à l'industrie textile. Elle était moins importante que Hondschoote ou Douai durant la période médiévale, mais au début du XXe siècle, le taux d'emploi dans l'industrie textile (47,2 % vers 1960) y a dépassé celui de la ville de Roubaix.
Juste après la Révolution française (1791), un inventaire des établissements industriels et commerciaux cite six manufacturiers dont les usines sont situées rue de Flandre, de Glatignies, du Brusle, d'Erquinghem et hors de pont, ainsi que onze fabricants en « bonneterie en laine et à l'aiguille » et une activité importante de blanchisserie. Au XVIe siècle, comme à Courtrai, le lin remplace la laine, et les métiers mécaniques (dès 1788) traduisent dans ce secteur les innovations techniques de la révolution industrielle et la mécanisation (navette volante, machine à vapeur). Des usines et ateliers de tissage et filatures continuent à se construire dans les décennies 1860-1870 en s'éloignant de la Lys. On trouve en 1860 à Armentières sept tissages mécaniques avec machine à vapeur et 6 autres 5 ans plus tard. La « Cité de la toile » est connue (avec Houplines) dans toute la France et jusqu'en Orient, Italie, Belgique, Amérique du Sud et Angleterre.
En 1883, ce sont 36 tissages mécaniques de grande taille qui produisent des kilomètres de draps.
On travaille le coton, le lin, le chanvre et le jute, avec une part importante de femmes dans la population ouvrière active. Les deux guerres mondiales détruisent l'industrie hormis les tissages Coisne et Lambert, Dufour-Deren, Dufour-Lescornez, Colombier, Mahieu (construit en 1884), ainsi que les ateliers Salmon (datant de 1871) ; ceux de Deweppe, Bouchez, Charvet, Ruyant et Debosque, Jeanson Rogeau et Dansette et le tissage Duhot (route d'Houplines, repris par la famille Motte).
La filature industrielle la plus ancienne est l'usine Winssen d'Houplines (près du pont Cazier) construite au XIXe siècle pour alimenter les premiers tissages mécaniques. Elle est dirigée par un banquier, qui est aussi fondateur de la première banque de la ville.
La ville est aujourd'hui[Quand ?] en pleine mutation et cherche à diversifier son économie dans le secteur tertiaire, notamment dans le domaine médical.
Armentières possède une antenne territoriale de la Chambre de commerce et d'industrie Grand Lille, qui gère l'aéroport de Merville - Calonne, ainsi que de nombreuses autres structures visant à accompagner les créateurs d'entreprises. Plusieurs projets sont à l'étude, comme l'agrandissement de la zone d'activités Eurolys, qui abrite actuellement une soixantaine d'entreprises, ou l'aménagement de la Porte des Anglais au bord de l'autoroute A25.

## Culture locale et patrimoine

### Lieux et monuments
- L'hôtel de ville d'Armentières

- Le beffroi est classé au patrimoine mondial de l'UNESCO, tandis que l'hôtel de ville dans son ensemble (architecte Louis-Marie Cordonnier - 1934) fait également l'objet d'une inscription au titre des monuments historiques depuis 2002[121].
- Les bâtiments de l'ancienne brasserie Motte-Cordonnier
Les origines de la brasserie Motte-Cordonnier remontent à plus de trois siècles, fondée en 1650. Le corps de bâtiment principal a été reconstruit au lendemain de la Première Guerre mondiale sur des plans de l'architecte Georges Forest et a été inauguré en 1923. La brasserie fut rachetée par la multinationale belgo-brésilienne Anheuser-Busch InBev et a cessé ses activités en 1993. Ses bâtiments sont maintenant ouverts aux visites du public. Ils sont inscrits au titre des monuments historiques depuis 1999[122].L'ancienne brasserie
Motte-Cordonnier.

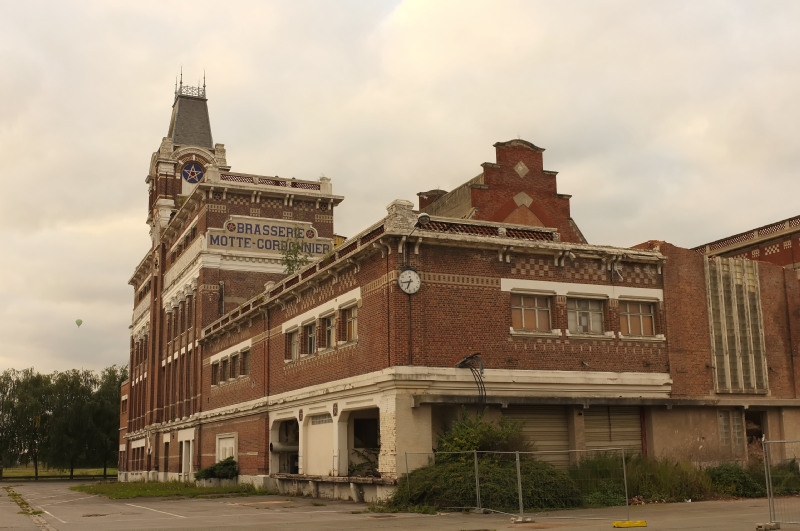
L'ancienne brasserie
Motte-Cordonnier.

- L'ancien magasin de commerce Mahieu, situé rue de la gare, de l'architecte Émile Vandenbergh, inscrit au titre des monuments historiques  Classé MH (2000)[123].
- L'ancienne école de natation, ainsi que les bains et lavoirs publics, situés place Victor-Hugo, inscrits au titre des monuments historiques  Inscrit MH (2003)[124].
- La maison Debosque[125] : Maurice Debosque s'est illustré en qualité d'entrepreneur dans la reconstruction de la ville au sortir de la Première Guerre Mondiale. Dépositaire de la méthode du béton armé Hennebique, de nombreuses maisons lui doivent leur existence par la qualité de leur réalisation. Le "château" qu'il a laissé à la Ville, sa propre demeure familiale, témoigne de l'art des années 1930. L'architecte en est Maurice Cockenpot.

### Manifestations locales

#### Le 14 juillet
Depuis quelques années, la ville d'Armentières et l'Espace Naturel Lille Métropole offrent aux habitants un moment de détente au sein des Prés du Hem. Au programme de cette journée, différentes animations sont organisées ; à la nuit tombée, le traditionnel feu d'artifice est remplacé par un spectacle de feu.

#### Fête des Nieulles
Cette fête était autrefois célébrée le premier lundi de mai. Elle remonterait à 1510, lors d'un grand repas organisé par les échevins pour l'un des comtes de Luxembourg, seigneur d'Armentières. Des nieules, sorte de pains légers semblables aux hosties aurait été servies au dessert et on en aurait jeté au peuple par une fenêtre en signe de joie. La fête connait plusieurs interruptions et deux renaissances en 1938 et enfin en 1954.
Chaque année, le deuxième dimanche de septembre, est organisée la traditionnelle fête des Nieulles. Ce week-end festif est l'occasion d'une braderie, d'un concert organisé par Mona FM, du couronnement de la Reine des Nieulles, d'une ducasse, d'une parade dans les rues de la ville et, pour terminer, du traditionnel lancer des nieulles depuis le balcon de l'hôtel de ville.

#### Festivités de Noël
Chaque année au mois de décembre est organisé en partenariat avec les associations locales et comités de quartier le Marché de Noël Solidaire dont les profits sont reversés sous forme de denrées alimentaires aux Restos du Cœur. Au programme : concert, la traditionnelle descente du Père Noël le long du Beffroi suivi de l'embrasement de l'Hôtel de Ville. En 2012 est organisée pour la première fois une parade de Noël dans le cadre de Lille 3000 : Fantastic 2012. Par le succès rencontré de cette première édition, la Ville d'Armentières décide de l'organiser chaque année avec l'aide de ses associations et des bénévoles.

#### Autres manifestations
Plusieurs événements sont organisés (ou relayés) durant l'année :
- Fête du timbre (février)
- Armentières en bulles (février)
- Journée de la propreté (avril)
- Mai ville en fleurs (mai)
- Festival de la Jeunesse (mai)
- Fête de la musique (21 juin)
- Journées du patrimoine (septembre)
- Photofolie (octobre)
- Journées de la petite enfance (novembre)

### Associations et équipements culturels
Armentières dispose d'une salle de spectacle de 600 places, le Vivat, où ses habitants peuvent apprécier pièces de théâtre, spectacles de danse ou concerts. La ville a également hérité d'un patrimoine culturel important, en particulier musical. On peut citer lHarmonie du Commerce, la Fanfare des Trompettes Dévouées, lOrchestre de l'âge d'or, ainsi que quatre chorales en activité : le Cercle Vocal de la Lys, le Choral Armentiérois, la Chorale Bonne Nouvelle et la Chorale des Aînés.

### Armentières dans l'Art
- C'est en partie à Armentières que l'écrivain allemand Jakob Michael Reinhold Lenz (1751-1792), représentant avec Goethe du mouvement Sturm und Drang, situe l'action de sa pièce de théâtre «Les soldats» (Die Soldaten, 1776). Le compositeur Bernd Alois Zimmermann (1918-1970) s'en est inspiré pour le livret de son opéra du même nom, écrit en 1965.
- Le nom de la ville d'Armentières demeure dans l'imaginaire anglophone à cause d'une chanson populaire parmi les troupes britanniques, nord-américaines et australiennes pendant la Première Guerre mondiale, intitulée Mademoiselle from Armentières (en).
- C'est à Armentières, aux Prés du Hem, que Milady de Winter est exécutée dans le roman d'Alexandre Dumas, Les Trois Mousquetaires.
- Des scènes de la série Les Petits Meurtres d'Agatha Christie y sont tournées.

### Personnalités liées à la commune

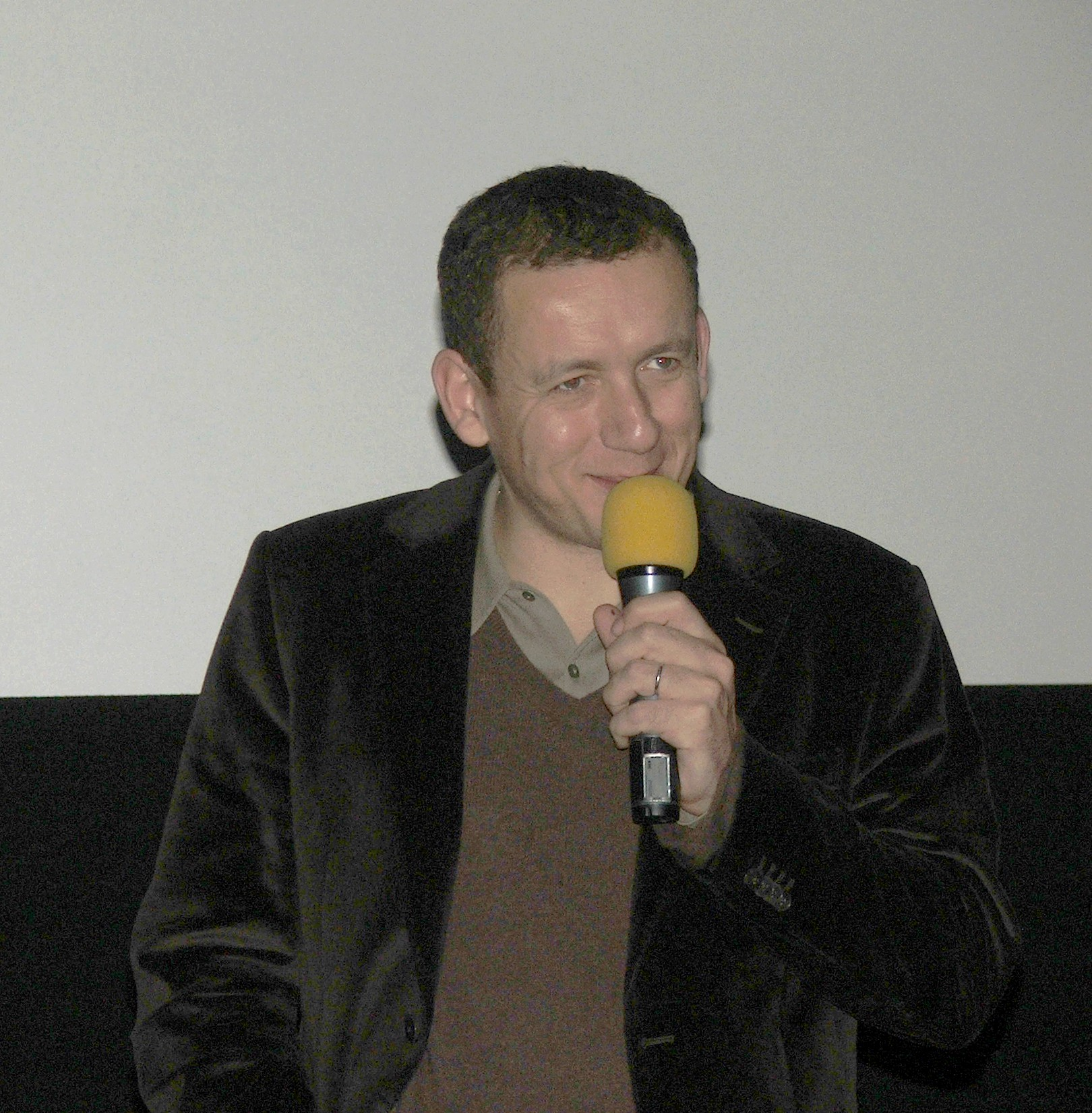
L'humoriste Dany Boon est natif d'Armentières.

#### Artistes et hommes de lettres
- Pierre Hassard (1re moitié du XVIe siècle) médecin et chirurgien français ; traducteur de Paracelse.
- Bernard Everard (XVIe siècle), poète néolatin.
- Jean Lorédan (1853-1937), écrivain français, y est né.
- Julien Leclercq (1865-1901), poète et critique d'art.
- André Gaucher (1876-1957), journaliste et pamphlétaire.
- François-Charles Baude, artiste peintre (1880-1953), natif d'Houplines, y a reçu un enseignement du dessin et y est mort. Il a laissé 15 œuvres dans l'hôtel de ville.
- Charles-Alfred Dansette (1894-1916), sculpteur, né à Armentières.
- Paul Gadenne (1907-1956), écrivain.
- Gérard Blanckaert (1911-1983), graveur sur bois et illustrateur.
- Jean Maurice Fiey, (1914-1995) dominicain et orientaliste français, spécialiste de l'histoire des Églises chrétiennes syriaques.
- Line Renaud (1928- ), chanteuse et actrice.
- Yves Millecamps (1930- ), tapissier et peintre, membre de l'Académie des beaux-arts.
- Pierre Dhainaut (1935- ), poète et écrivain.
- Françoise Gérard (1951- ), écrivaine et pastelliste.
- Dany Boon (1966- ), humoriste, acteur, réalisateur, scénariste et producteur.
- PZK, groupe de musique pop.
- Loïc Lantoine, chanteur.

#### Hommes et femmes politiques
- Charles de Batz de Castelmore d'Artagnan (1611-1673), capitaine lieutenant de la compagnie des mousquetaires, gouverneur de Lille.
- Jules Dansette (1857-1917), homme politique, député de la 4e circonscription de Lille de 1895 à 1917.
- Pierre Guillain (1904-1965), né à Armentières, homme politique, député, maire de Saint-Omer.
- Gérard Haesebroeck (1923-2012), maire de la ville de 1959 à 1999, ancien député du Nord.
- Jean Delobel (1933-2013), homme politique, ancien député du Nord.
- Françoise Hostalier, femme politique, ancienne députée du Nord.

#### Autres personnalités
- Milady de Winter, personnage de roman d'Alexandre Dumas[Note 10].
- Côme-Damien Degland (1787-1856), médecin et zoologiste.
- Édouard Dhorme (1881-1966), assyriologue, sémitisant, philologue, historien des religions, traducteur de la Bible et professeur au Collège de France.
- Hubert Samyn (1887-1972), coureur cycliste.
- Henri Chas (1900-1945), alias Charlieu, résistant, déporté à Neuengamme, compagnon de la Libération.
- Adrien Dansette (1901-1976), historien et juriste.
- Jules Vandooren (1908-1985), joueur et entraîneur de football.
- Pierre Sonneville (1911-1970), alias « Marco Polo », officier de marine, compagnon de la Libération.
- Amédée Fournier (1912-1992), ancien coureur cycliste.
- Daniel Bouchez (1928-2014), universitaire, chercheur, spécialiste de la littérature coréenne classique.
- Christophe Dufour (1947-), archevêque d'Aix et Arles jusqu'en 2022, année de sa retraite.
- Nicolas Théry (1965- ), président du Crédit mutuel.
- Karine Charbonnier-Beck (1968- ), chef d'entreprise.
- Olivier Pickeu (1970- ), footballeur.
- Dorian Mortelette (1983- ), rameur, y est né.
- Martin Terrier (1997-),footballeur évoluant au Bayer Leverkusen.

### Héraldique
| Armes d'Armentières (Nord) | Les armes d'Armentières se blasonnent ainsi : « D'argent à la fleur de lys de gueules, au chef du même chargé à dextre d'un soleil d'or et à senestre d'une lune en décours du même ». |

| Armes d'Armentières (Nord) | Les armes d'Armentières sous le Premier Empire se blasonnaient ainsi : « Coupé au premier, au franc quartier des villes de seconde classe qui est à dextre d'azur à un N d'or, surmonté d'une étoile rayonnante du même, à senestre d'argent chargé à dextre d'un croissant contourné, à senestre d'un soleil rayonnant, surmontés en chef d'une étoile, le tout d'azur ; au second, à un lion rampant d'or ». |

## Pour approfondir